# 골든 글로브 감독상
골든 글로브 감독상은 북아메리카 이외의 출판물을 위해 미국영화 산업을 취재하는 기자들로 구성된 할리우드 외신 기자 협회가 1943년부터 매년 수여하는 골든 글로브상이다.
최다 수상자는 후보 지명된 네 번 모두 수상한 엘리아 카잔이며, 클린트 이스트우드, 밀로스 포만, 데이비드 린, 마틴 스코세이지, 스티븐 스필버그, 올리버 스톤은 각각 세 번의 수상으로 공동 2위를 차지했다. 스티븐 스필버그는 가장 많은 지명(14회)을 받았다. 여성 수상자로는 바브라 스트라이샌드, 클로이 자오와 제인 캠피언이 있다.
1984년 엔틀로 수상한 바브라 스트라이샌드는 골든 글로브 감독상을 수상한 최초의 여성이 되었다. 2021년 노매드랜드로 클로이 자오가 수상하기 전까지 37년 동안 감독상 골든 글로브를 수상한 유일한 여성이었으며, 클로이 자오는 두 번째 여성 감독이자 최초의 아시아계 여성 감독이 되었다.
다음 목록에서 파란색 배경의 굵은 글씨로 표시된 이름은 수상자이며, 그 다음 이름은 나머지 후보자이다. 주어진 연도는 영화가 개봉된 해이며, 다음 해 1월에 열리는 시상식 연도가 아니다.

## 수상자와 후보자

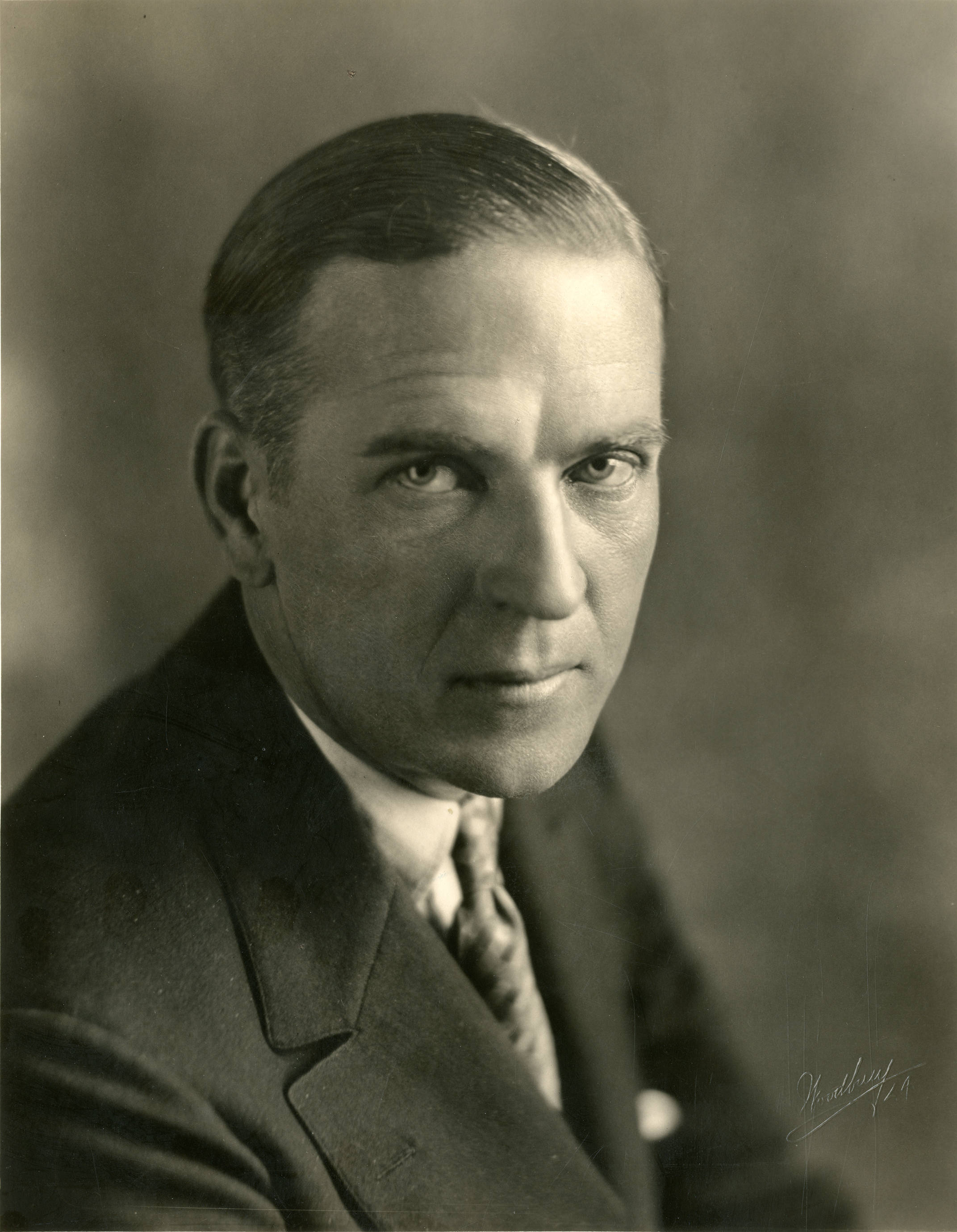
헨리 킹 - 베르나데트의 노래 (1943)로 수상

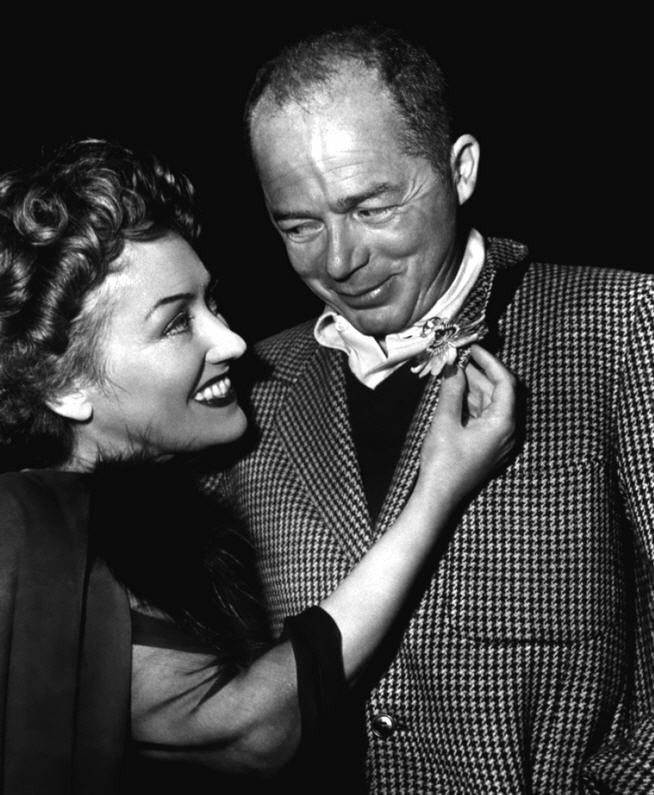
빌리 와일더 - 잃어버린 주말 (1945)과 선셋 대로 (1950)로 두 번 수상

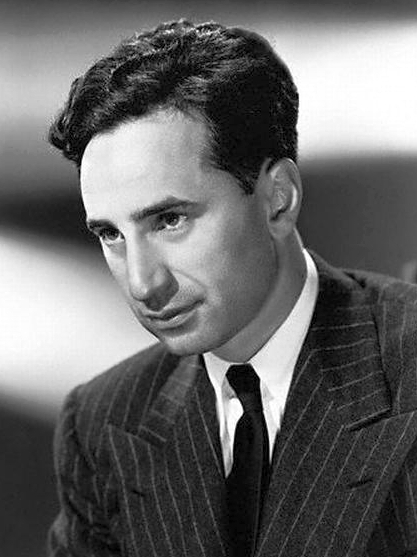
엘리아 카잔 - 신사협정 (1947), 워터프론트 (1954), 아기 인형 (1956), 아메리카 아메리카 (1963)로 네 번 수상

존 휴스턴 - 시에라 마드레의 황금 (1948)과 프리찌스 오너 (1985)로 두 번 수상

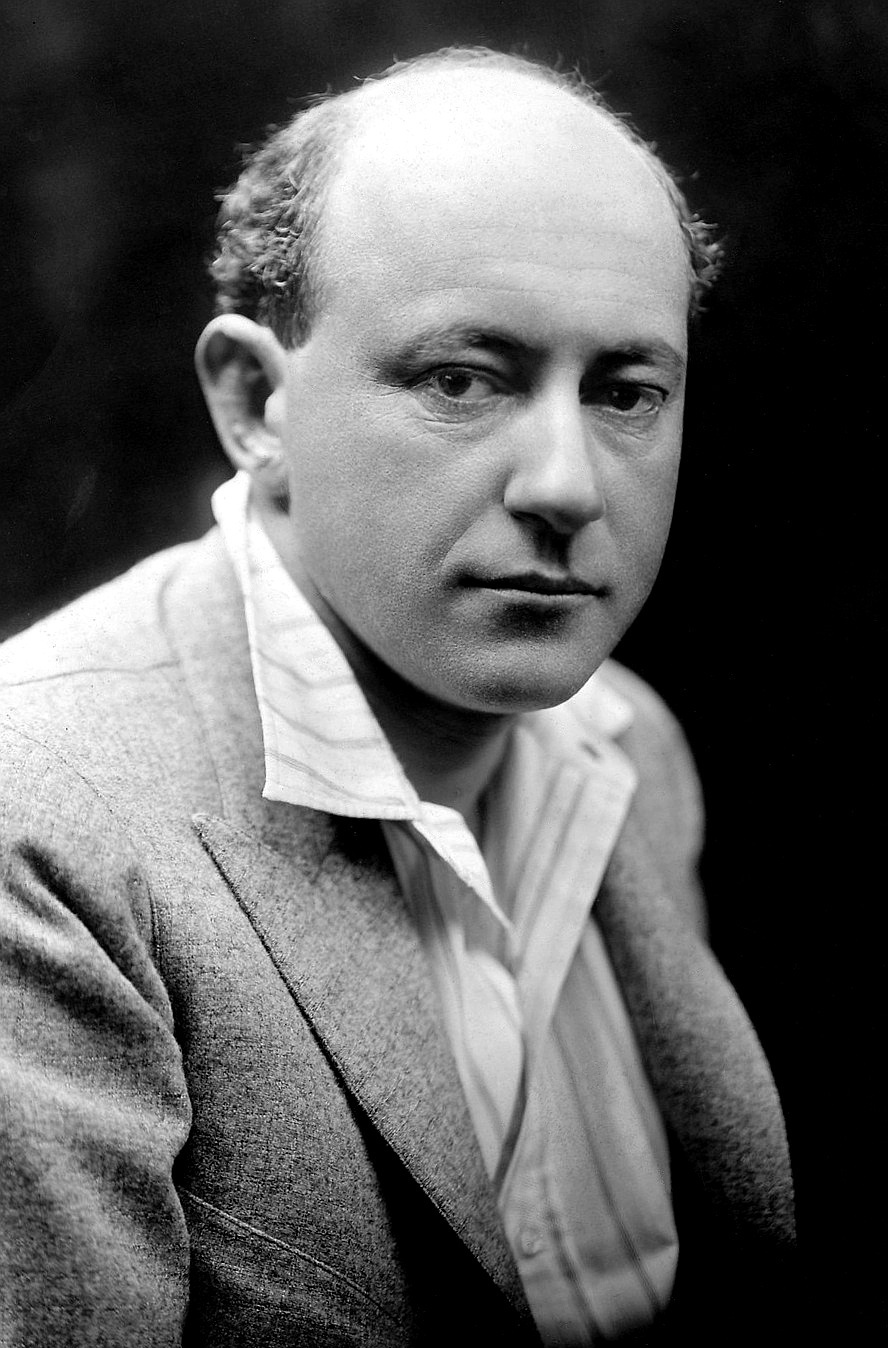
세실 B. 드밀 - 지상 최대의 쇼 (1952)로 수상

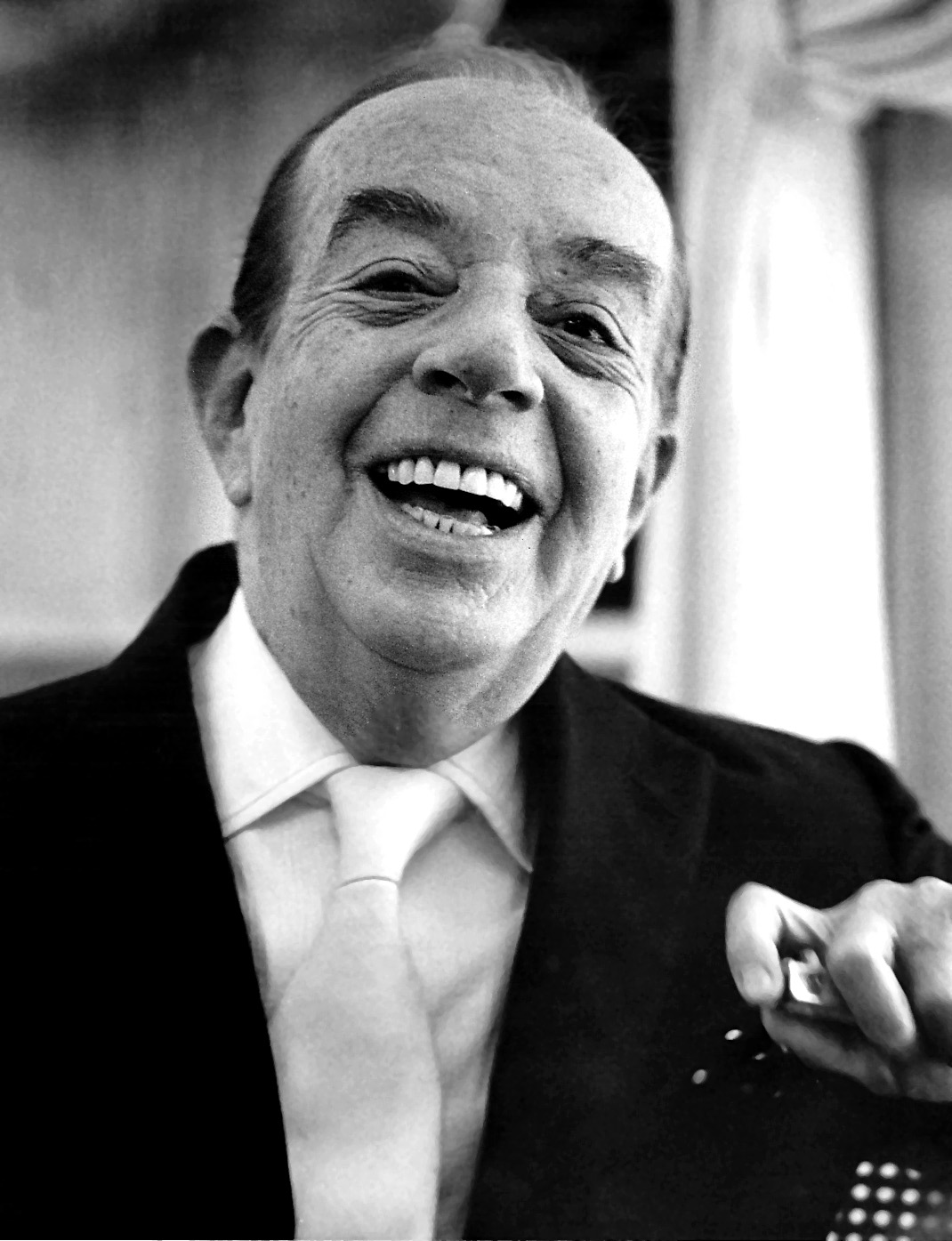
빈센트 미넬리 - 지지 (1958)로 수상

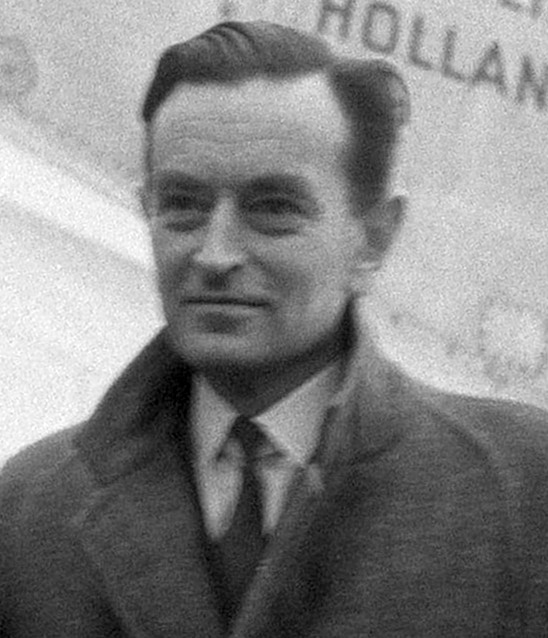
데이비드 린 - 콰이강의 다리 (1957), 아라비아의 로렌스 (1962), 닥터 지바고 (1965)로 세 번 수상

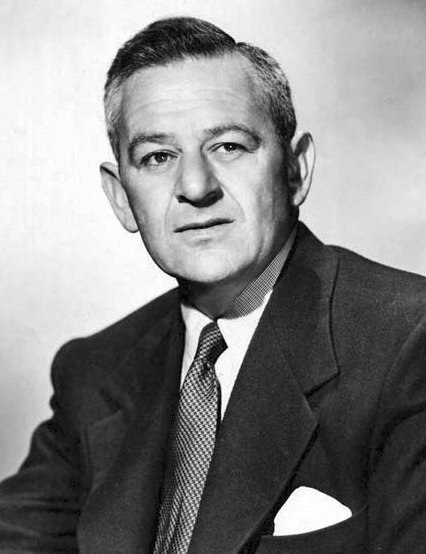
윌리엄 와일러 - 벤허 (1959)로 수상

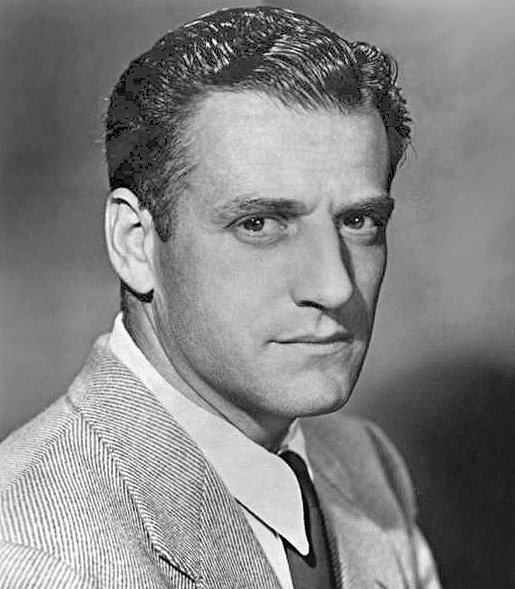
스탠리 크레이머 - 뉘른베르크 재판 (1961)으로 수상

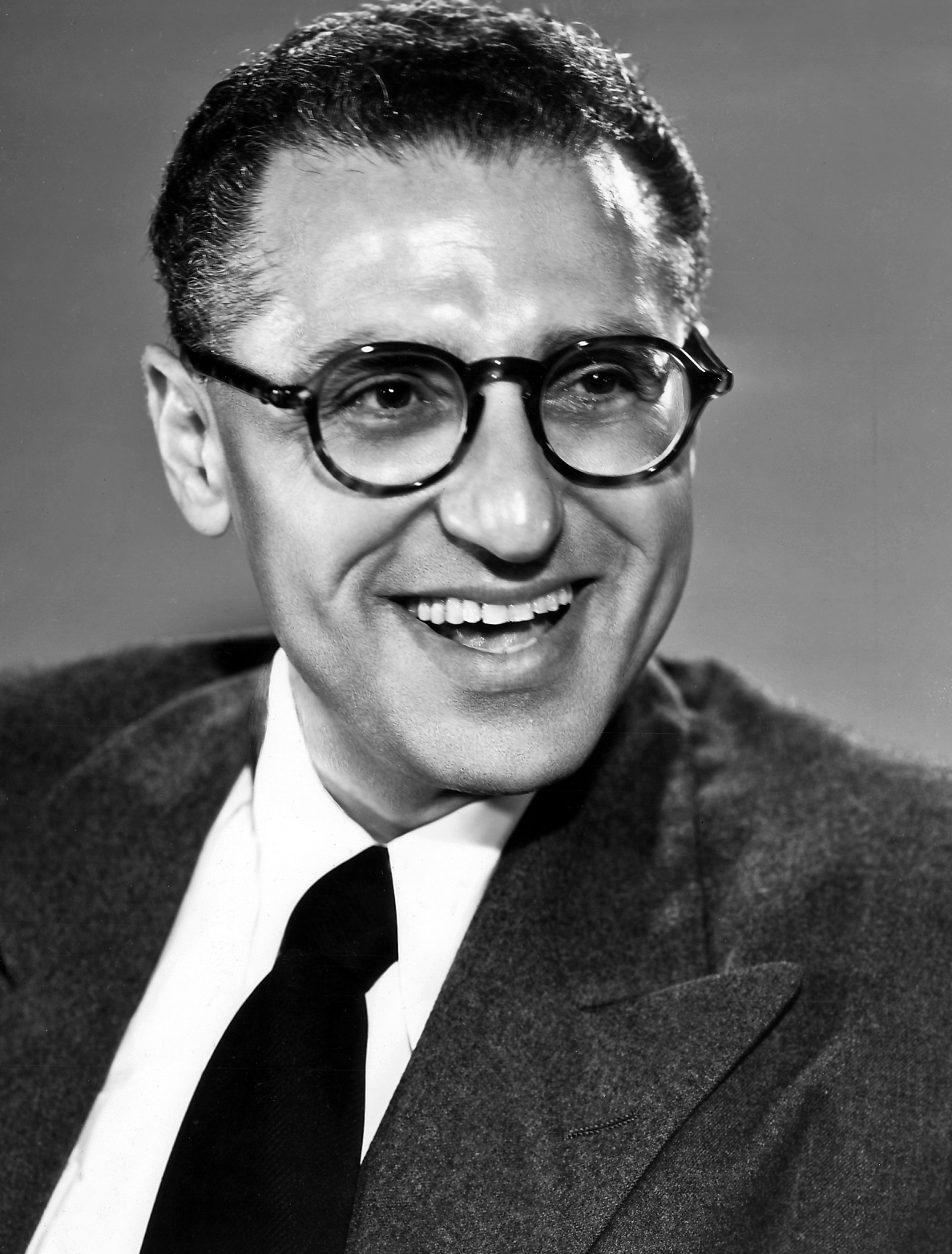
조지 큐커 - 마이 페어 레이디 (1964)로 수상

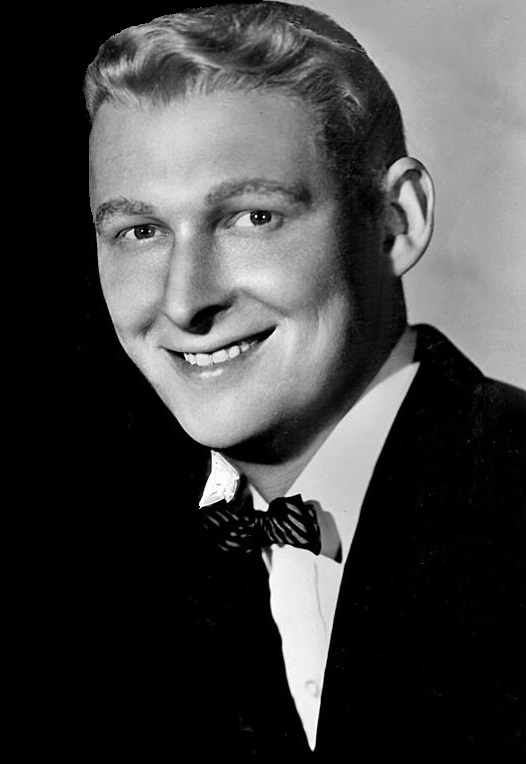
마이크 니컬스 - 졸업 (1967)으로 수상

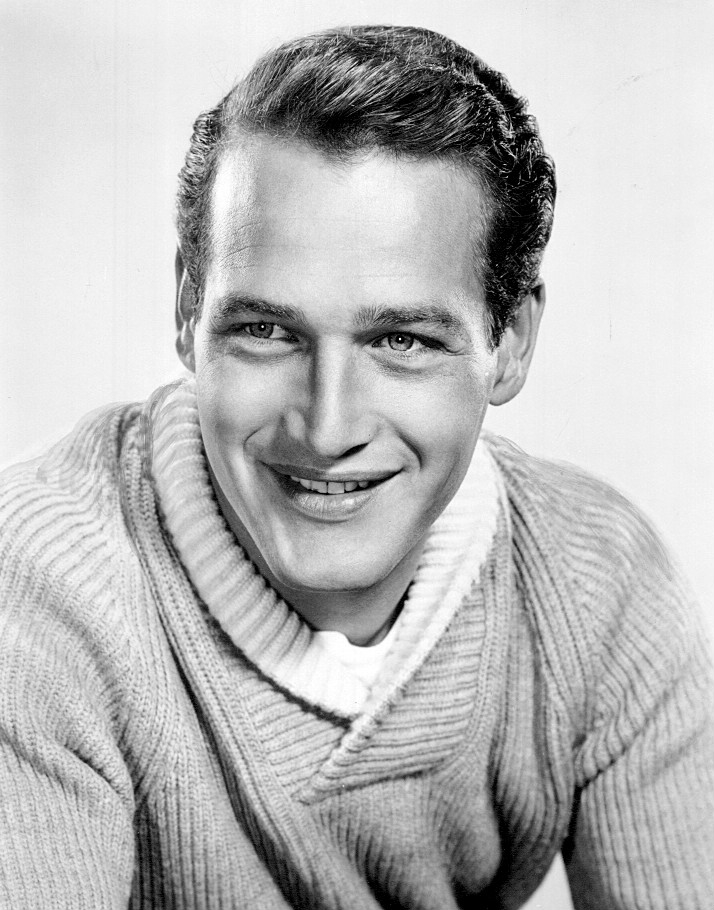
폴 뉴먼 - 레이첼 레이첼 (1968)로 수상

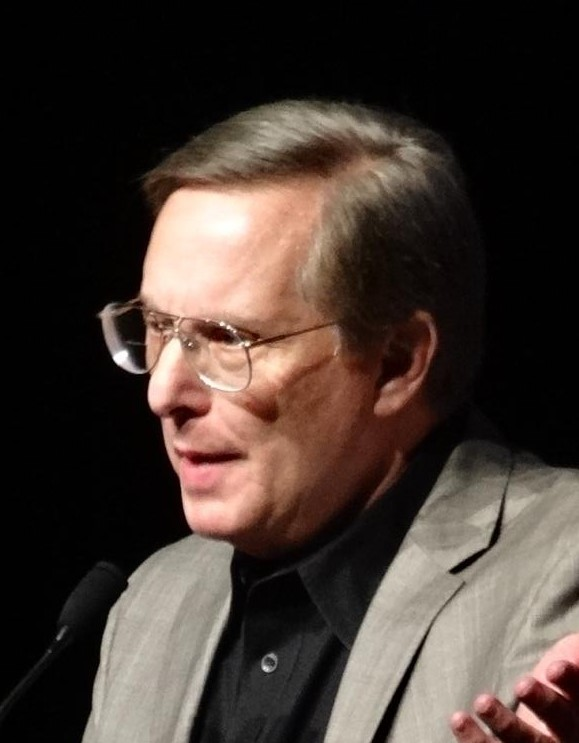
윌리엄 프리드킨 - 프렌치 커넥션 (1971)과 엑소시스트 (1973)로 두 번 수상

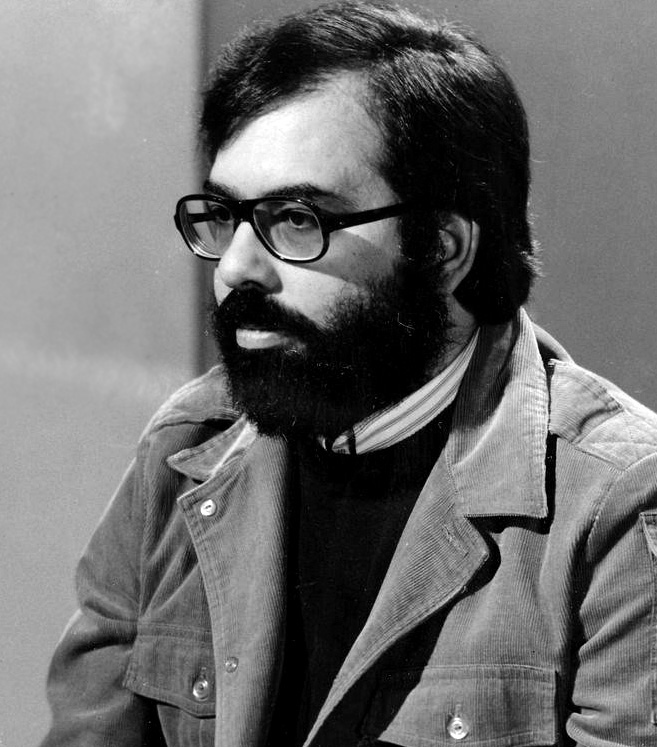
프랜시스 포드 코폴라 - 대부 (1972)와 지옥의 묵시록 (1979)으로 두 번 수상

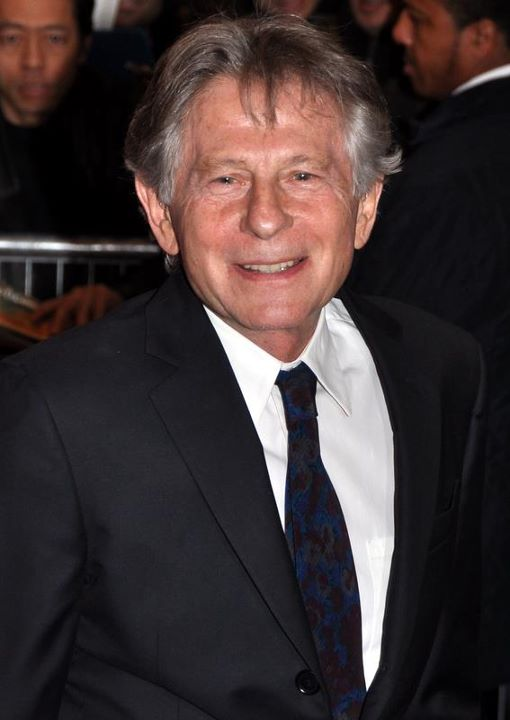
로만 폴란스키 - 차이나타운 (1974)으로 수상

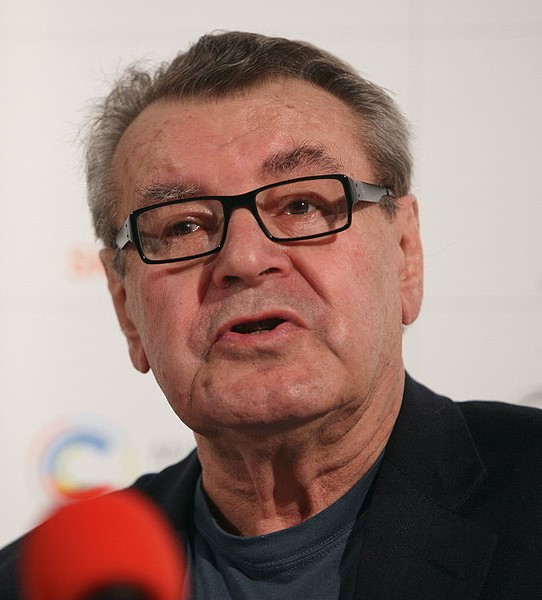
밀로스 포만 - 뻐꾸기 둥지 위로 날아간 새 (1975), 아마데우스 (1984), 래리 플린트 (1996)로 세 번 수상

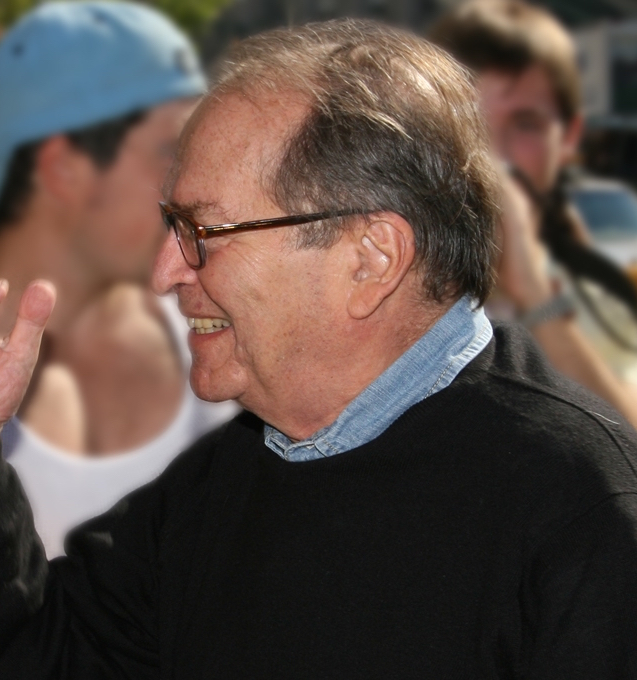
시드니 루멧 - 네트워크 (1976)로 수상

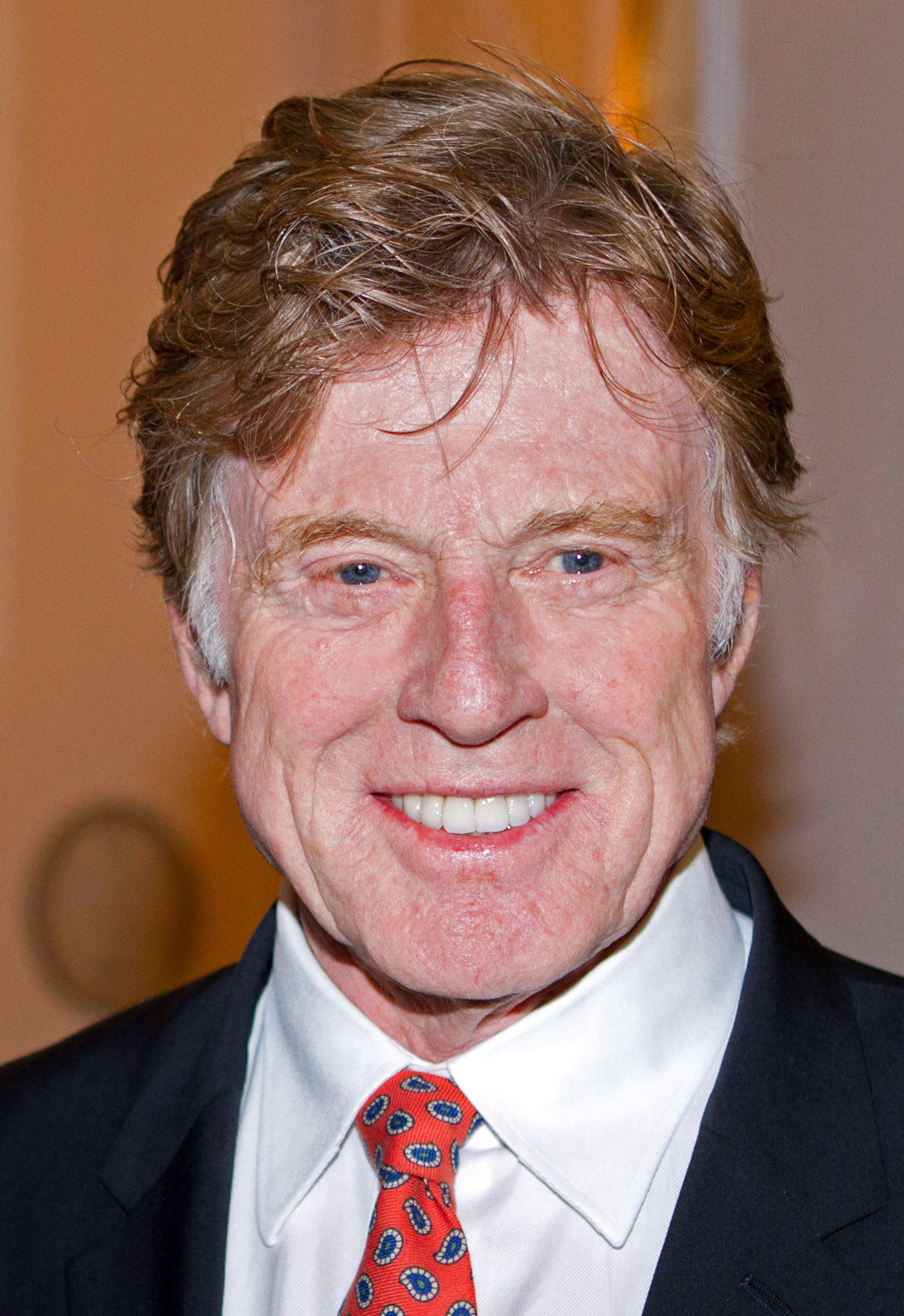
로버트 레드퍼드 - 보통 사람들 (1980)로 수상

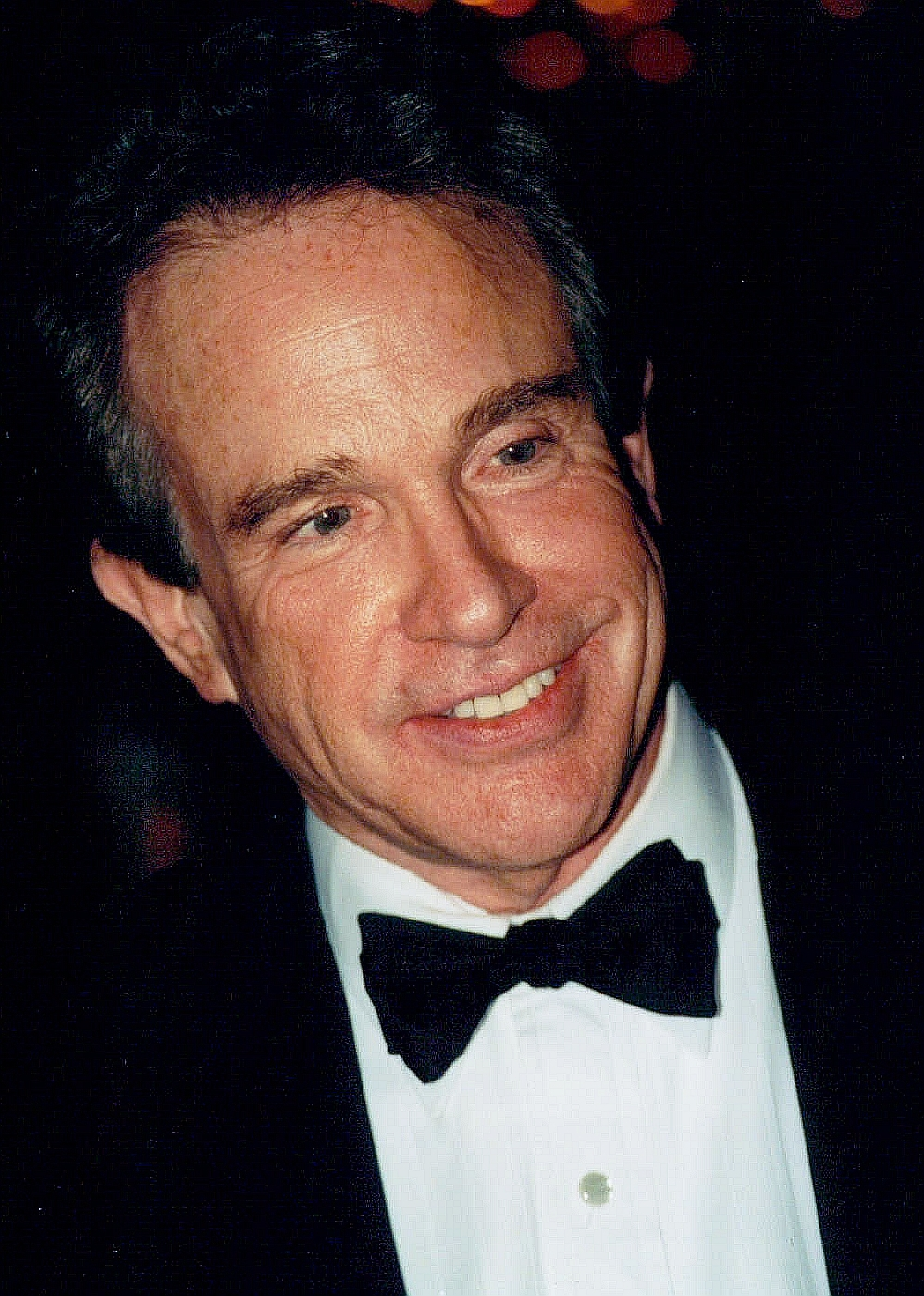
워런 비티 - 레즈 (1981)로 수상

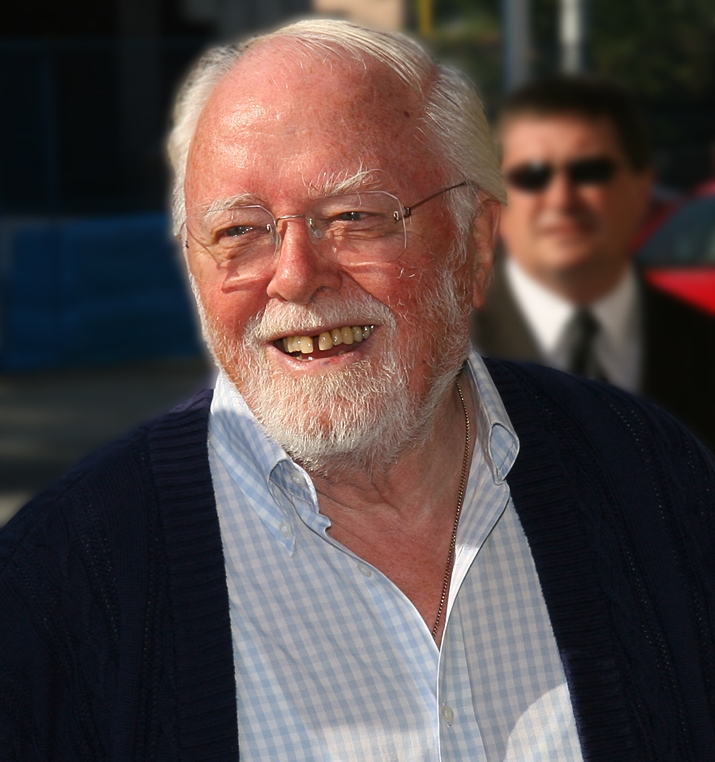
리처드 애튼버러 - 간디 (1982)로 수상

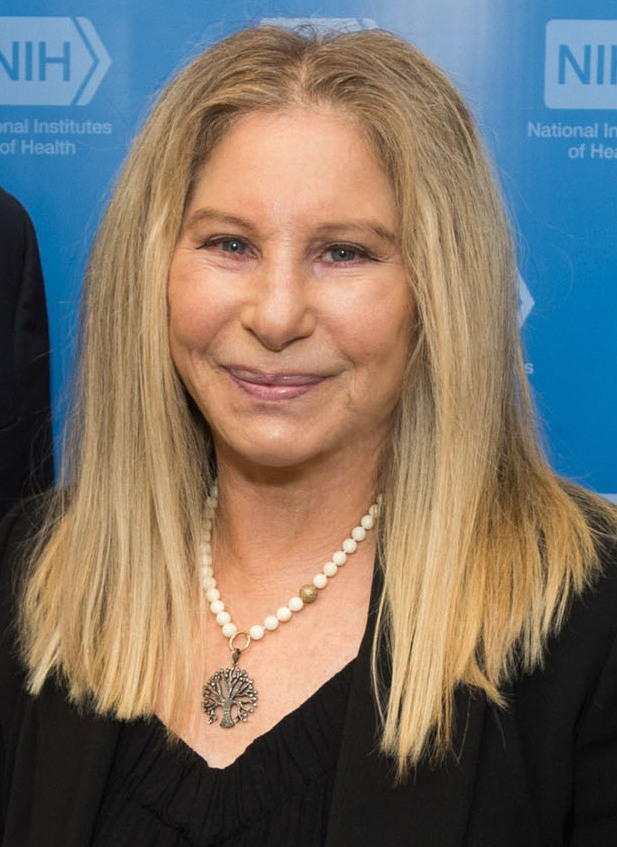
바브라 스트라이샌드 - 엔틀 (1983)로 수상

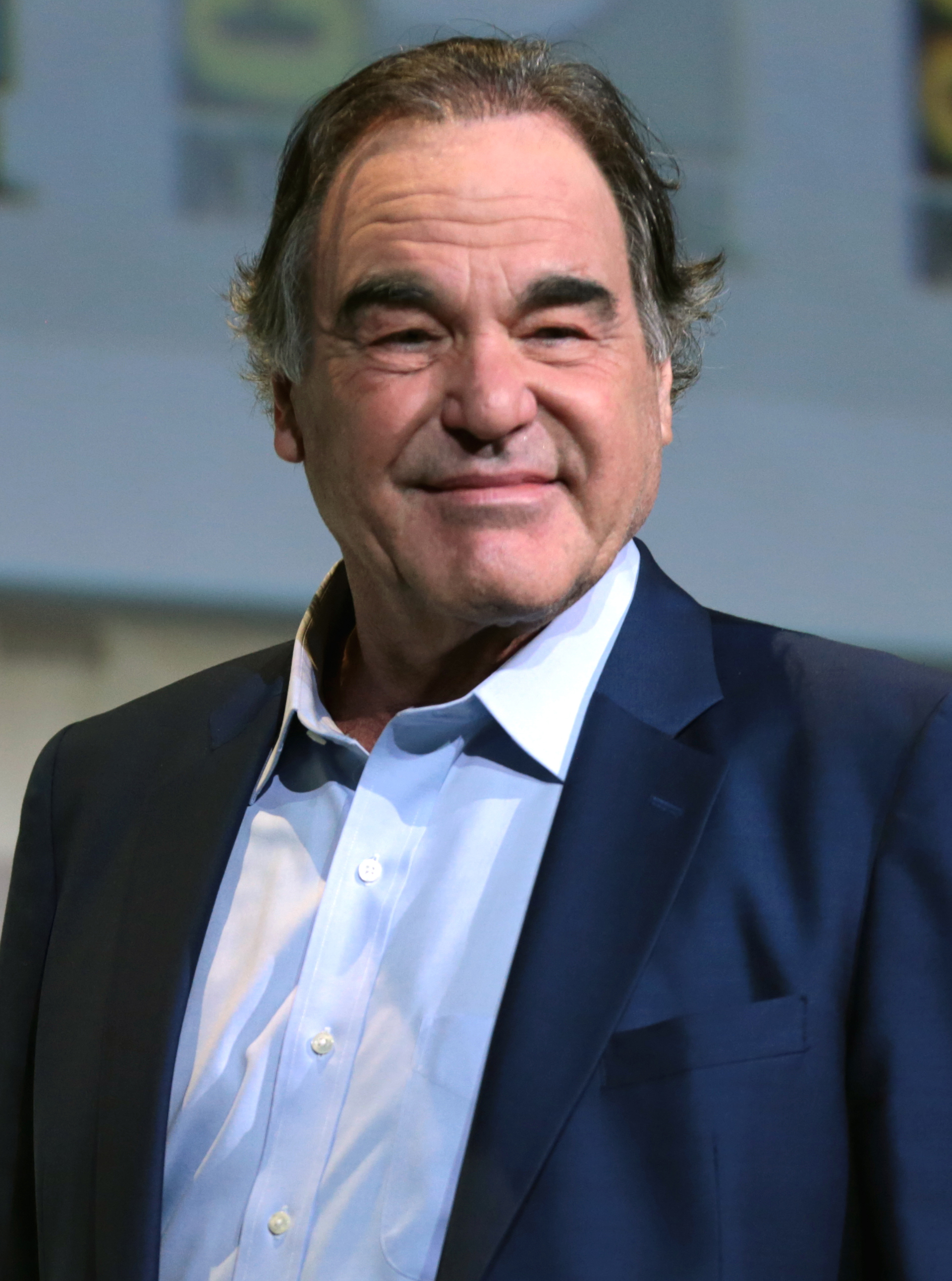
올리버 스톤 - 플래툰 (1986), 7월 4일생 (1989), JFK (1991)로 세 번 수상

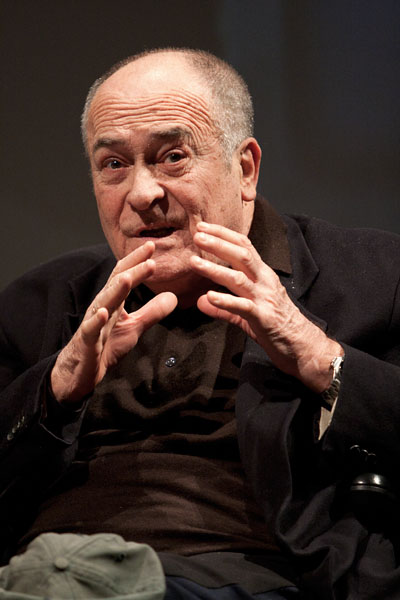
베르나르도 베르톨루치 - 마지막 황제 (1987)로 수상

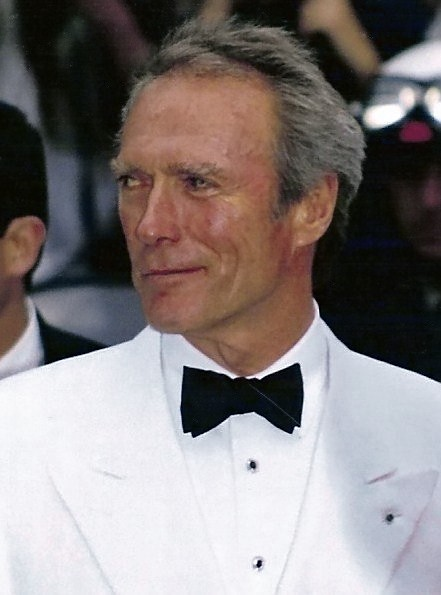
클린트 이스트우드 - 버드 (1988), 용서받지 못한 자 (1992), 밀리언 달러 베이비 (2004)로 세 번 수상

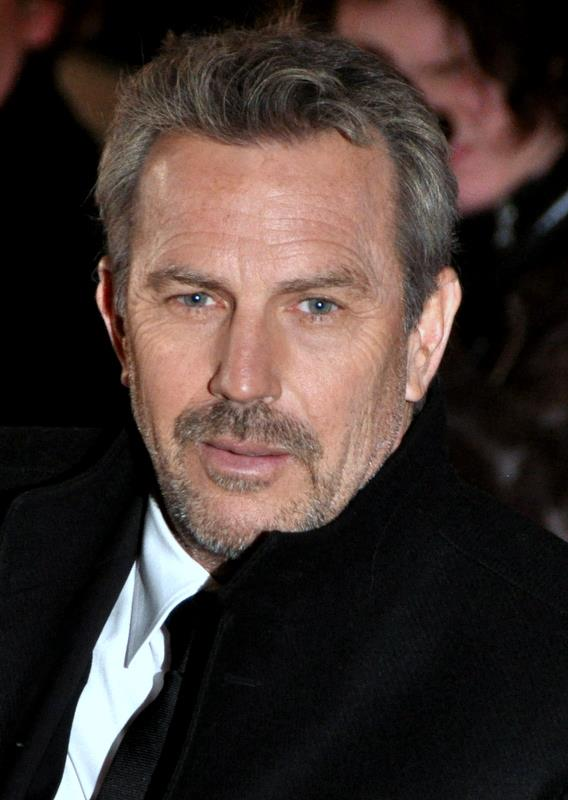
케빈 코스트너 - 늑대와 춤을 (1990)로 수상

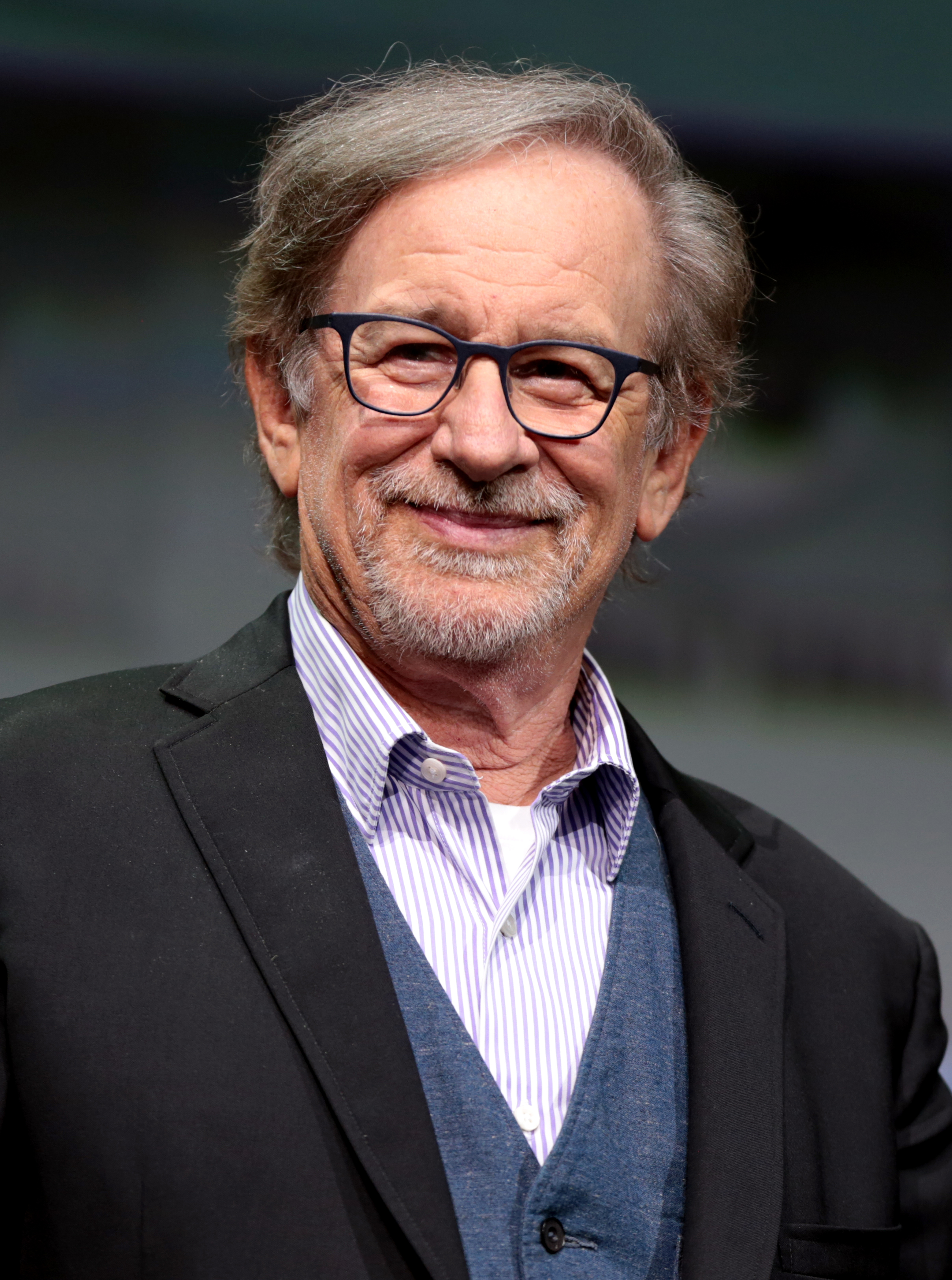
스티븐 스필버그 - 쉰들러 리스트 (1993), 라이언 일병 구하기 (1998), 파벨만스 (2022)로 세 번 수상

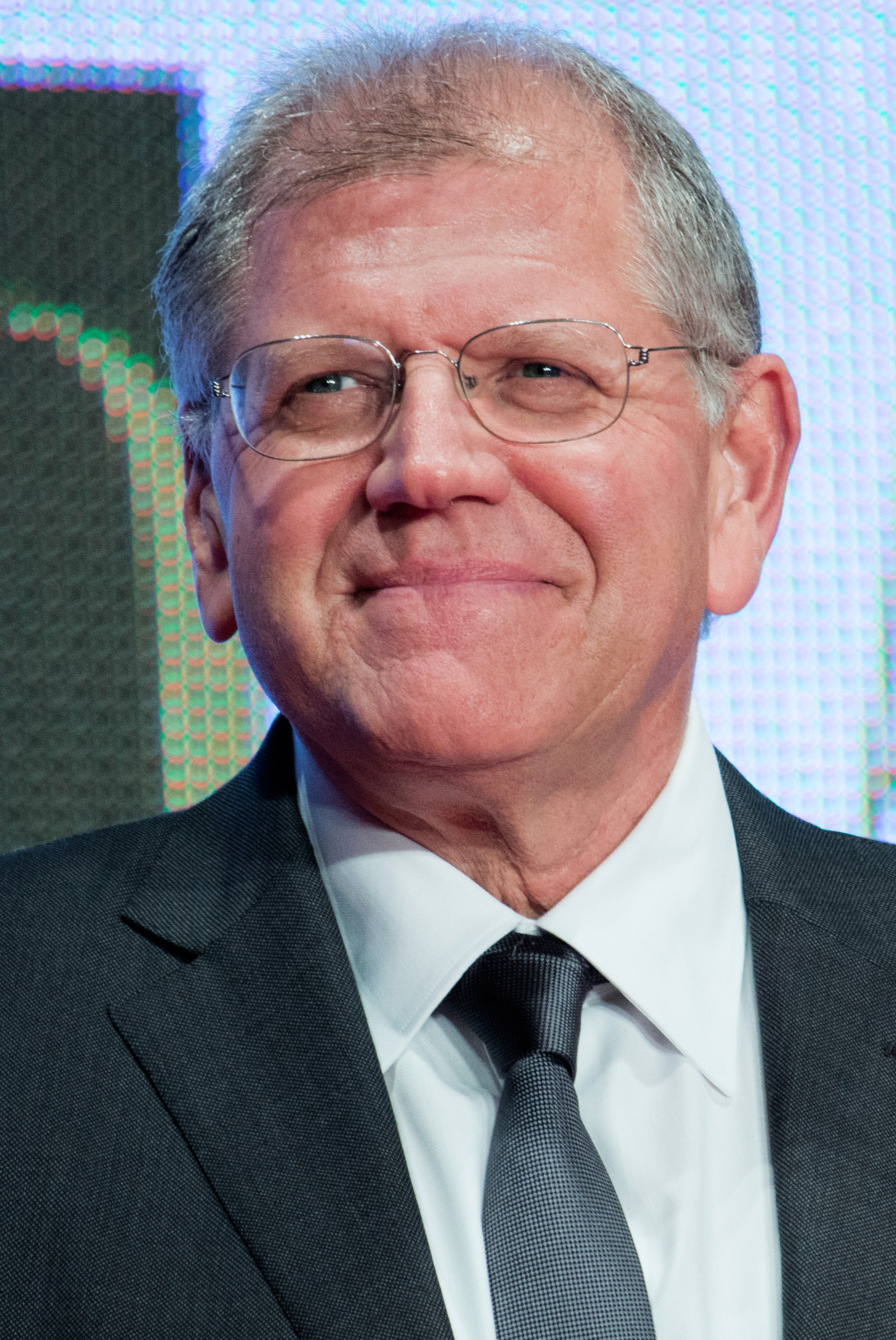
로버트 저메키스 - 포레스트 검프 (1994)로 수상

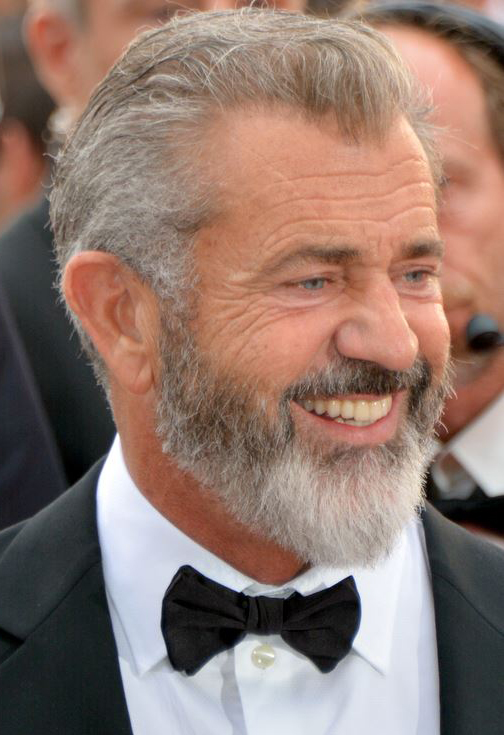
멜 깁슨 - 브레이브하트 (1995)로 수상

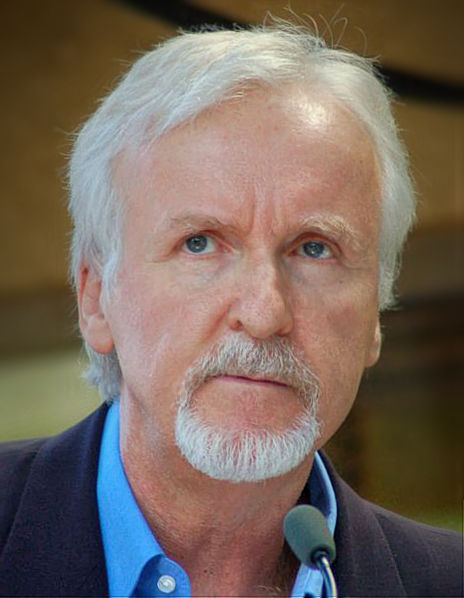
제임스 카메론 - 타이타닉 (1997)과 아바타 (2009)로 두 번 수상

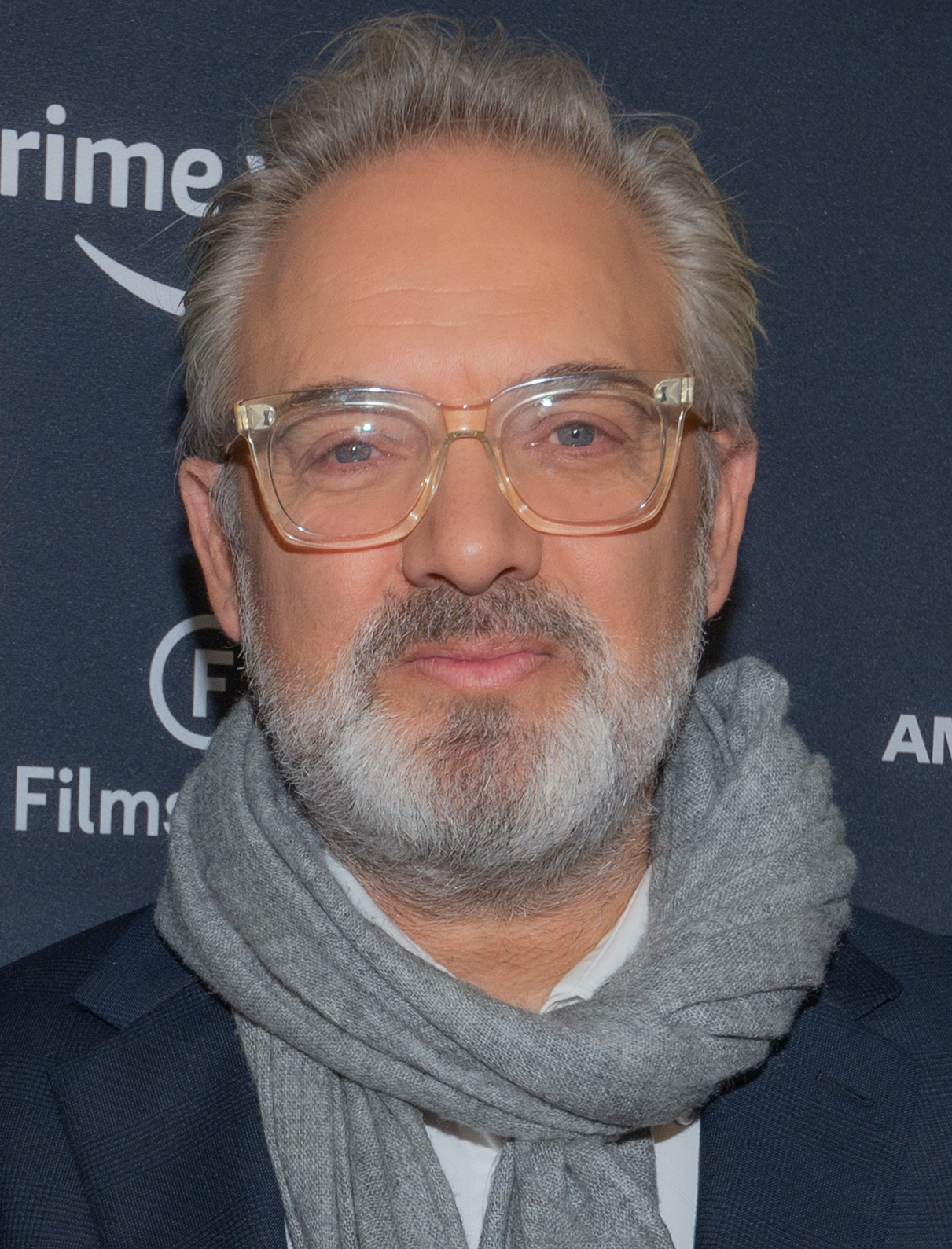
샘 멘데스 - 아메리칸 뷰티 (1999)와 1917 (2019)로 두 번 수상

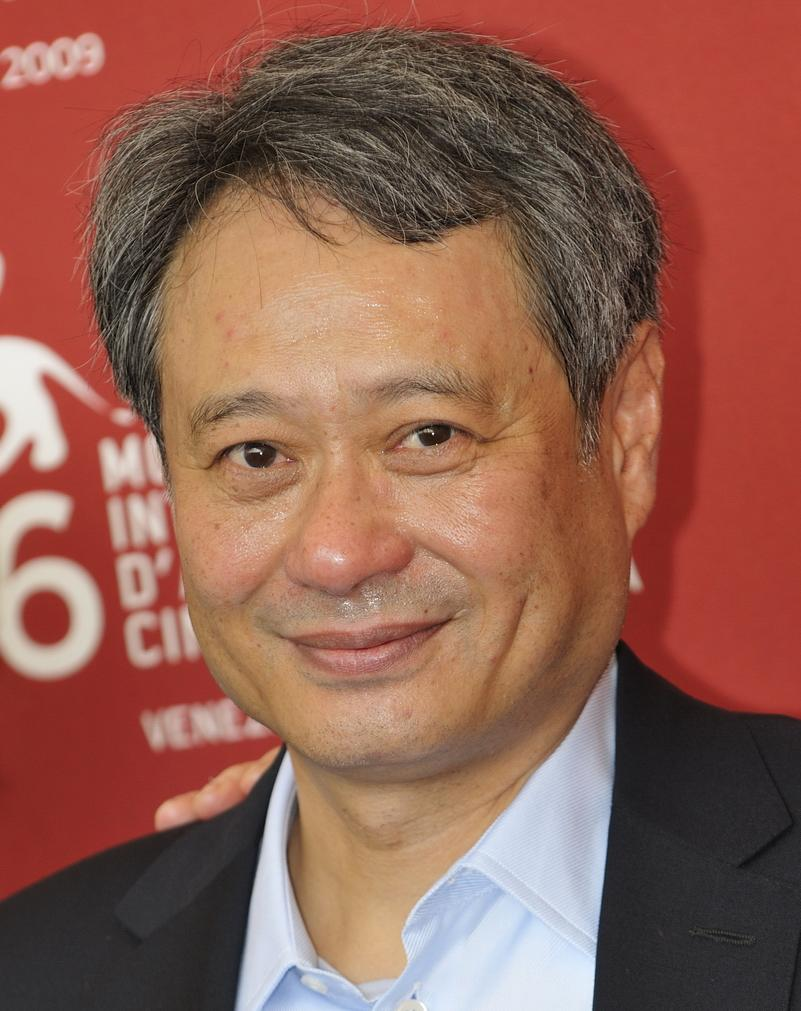
리안 - 와호장룡 (2000)과 브로크백 마운틴 (2005)으로 두 번 수상

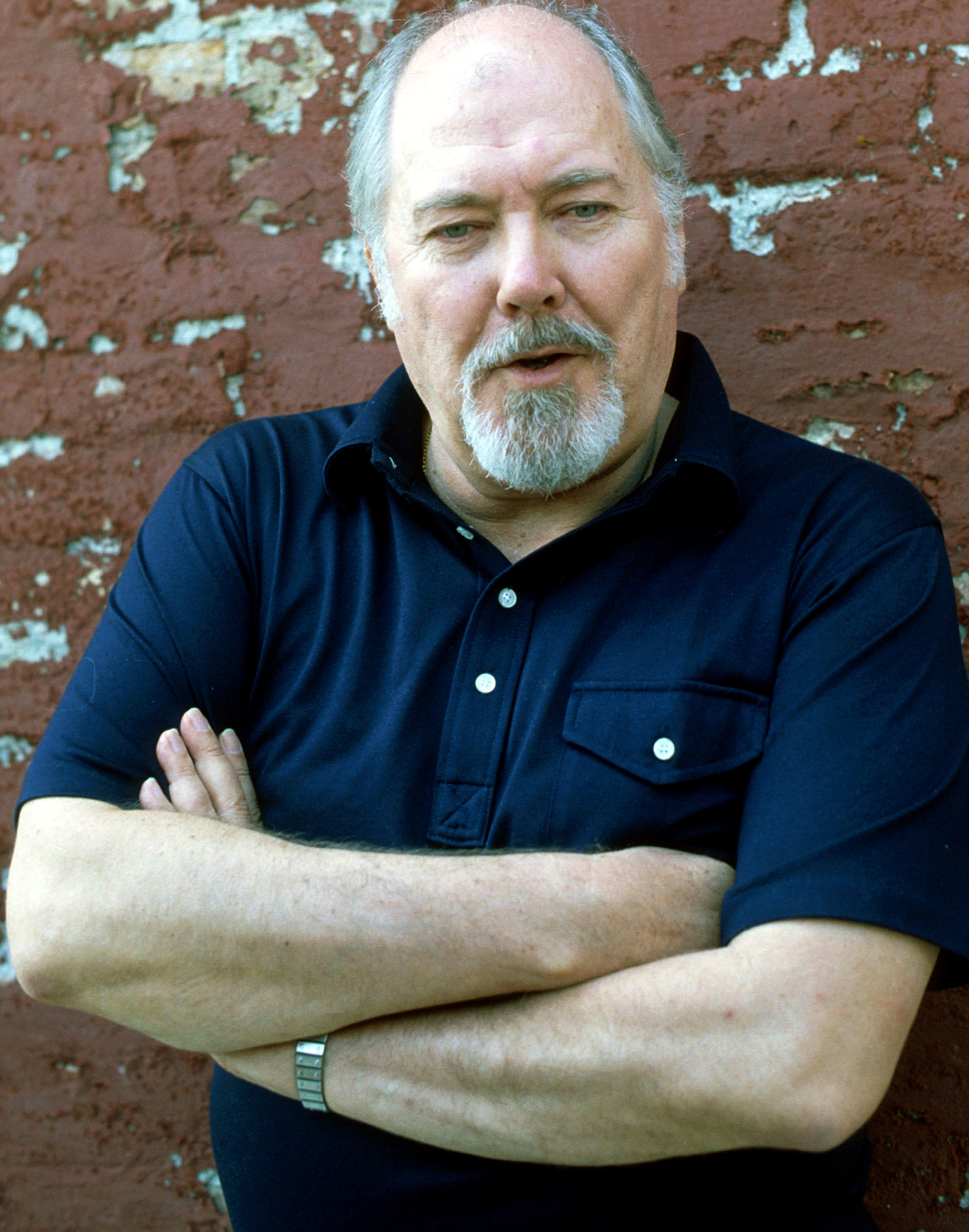
로버트 올트먼 - 고스포드 파크 (2002)로 수상

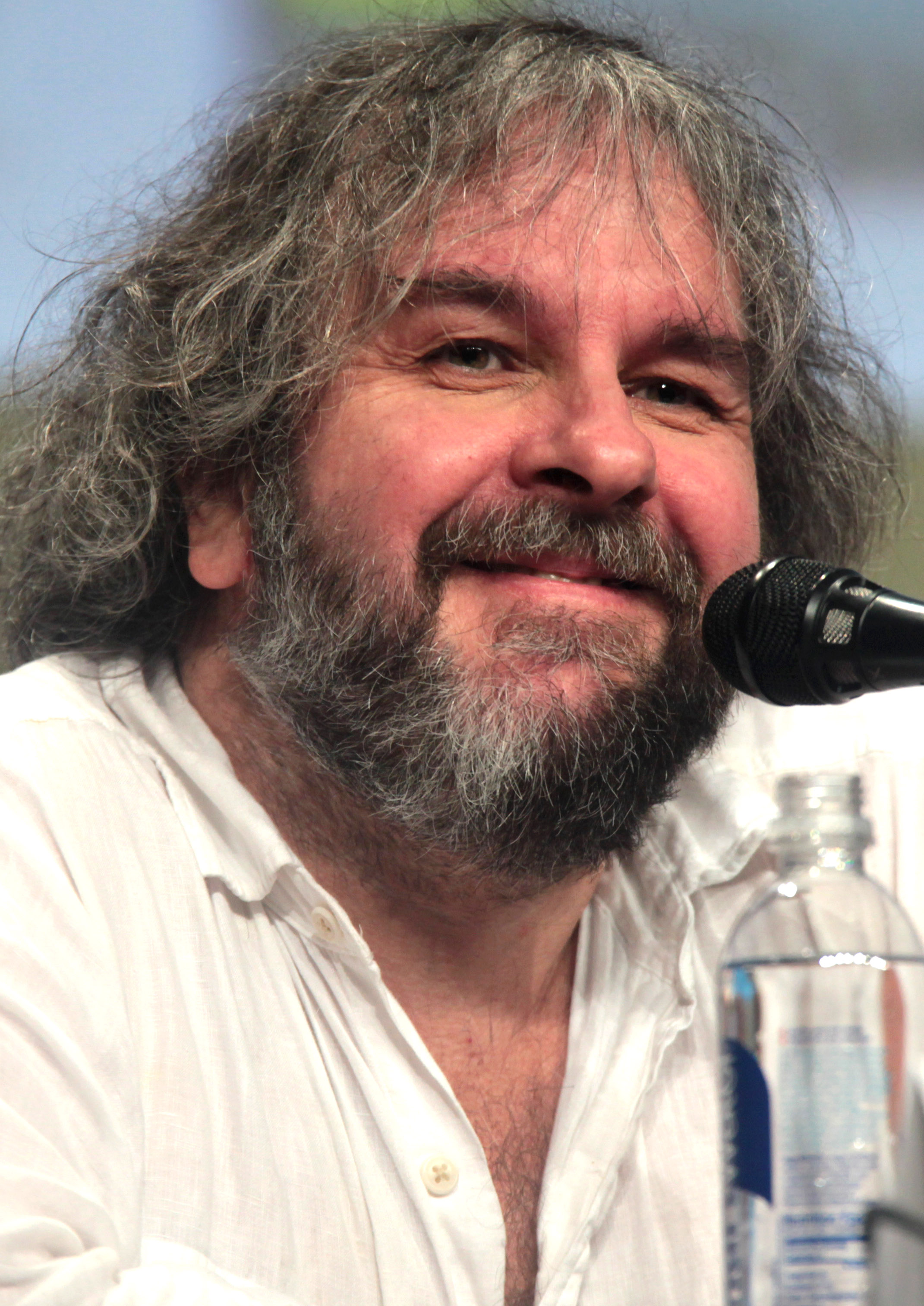
피터 잭슨 - 반지의 제왕: 왕의 귀환 (2003)으로 수상

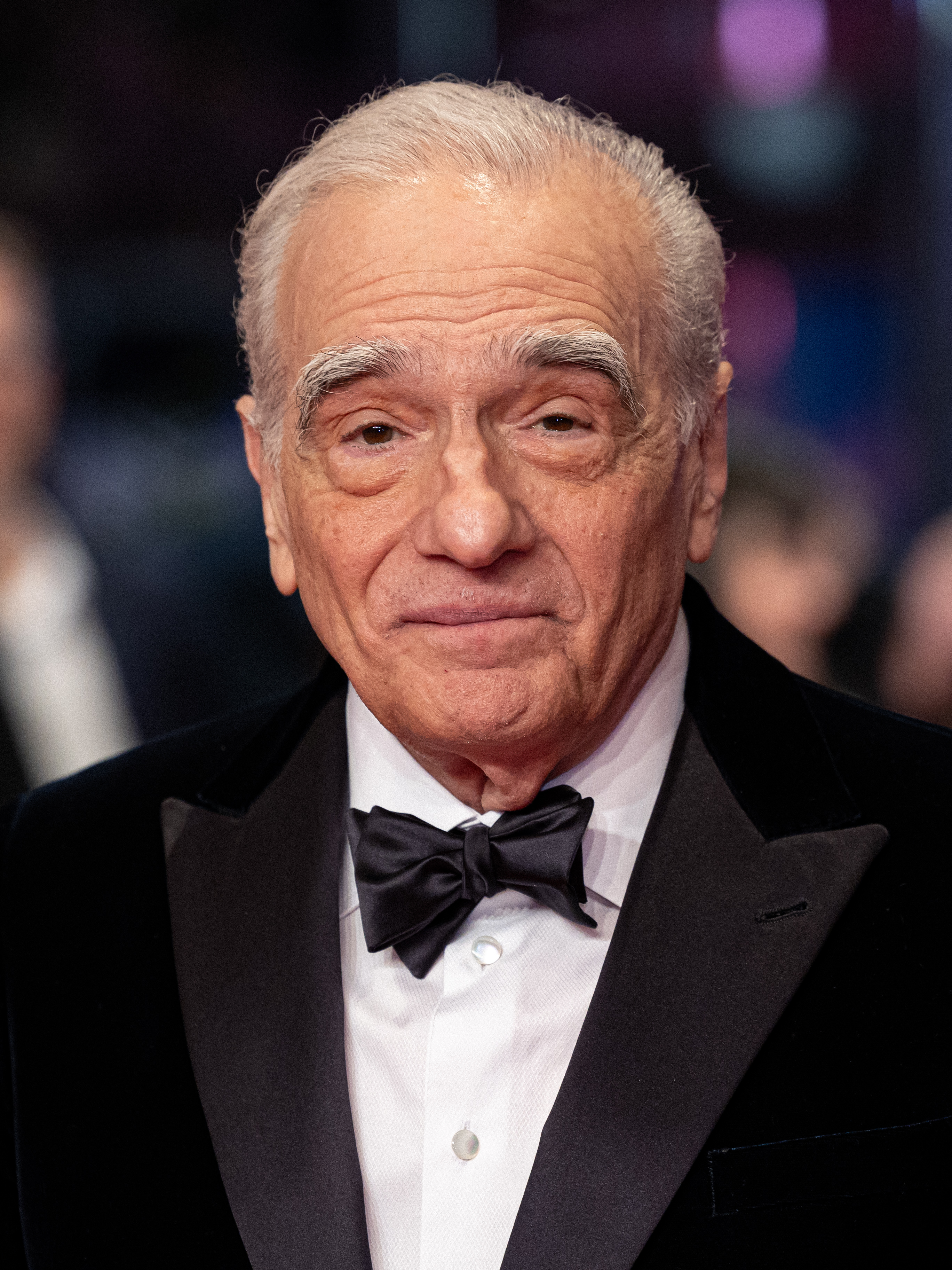
마틴 스코세이지 - 갱스 오브 뉴욕 (2002), 디파티드 (2006), 휴고 (2011)로 세 번 수상

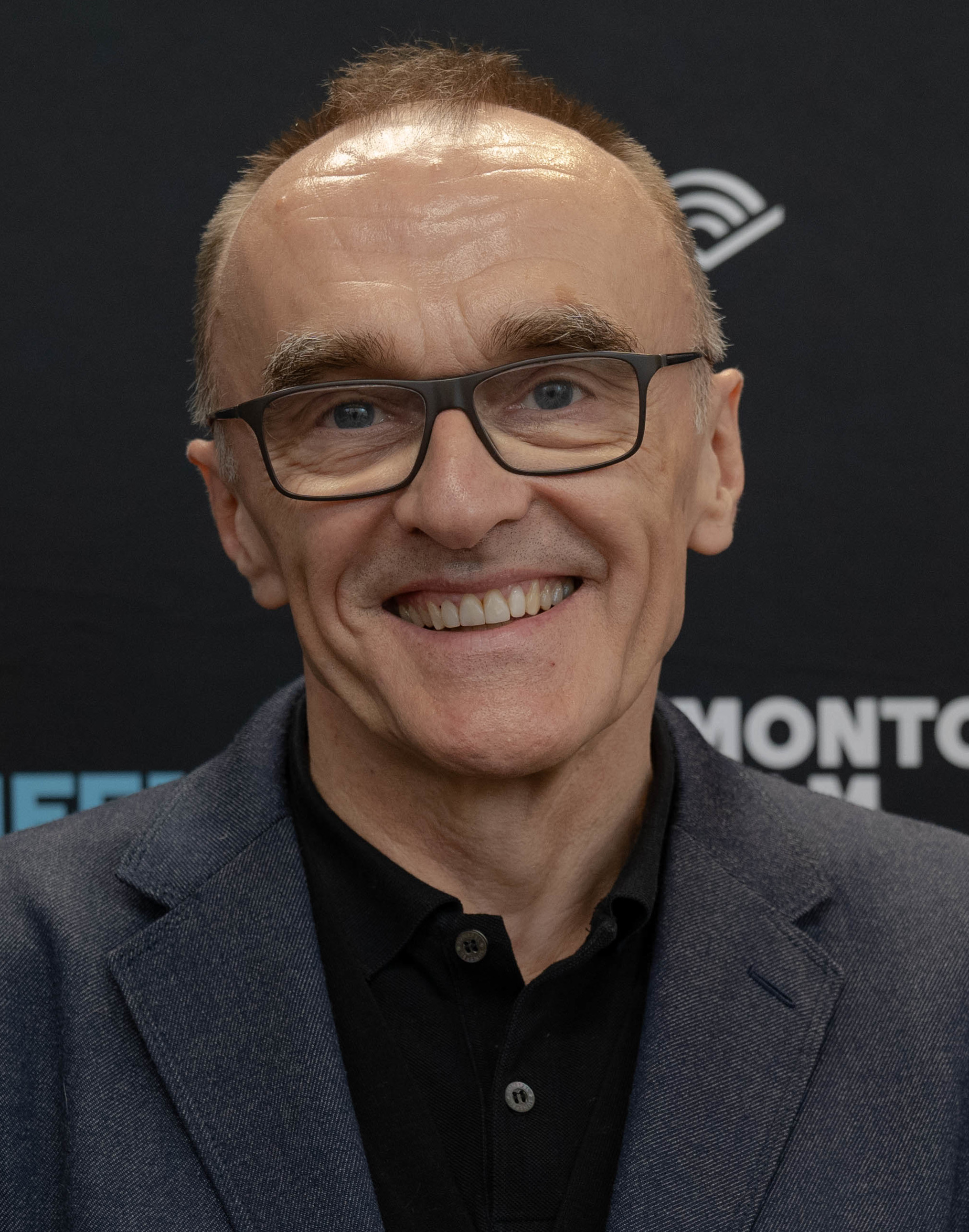
대니 보일 - 슬럼독 밀리어네어 (2008)로 수상

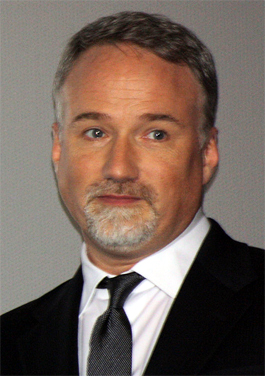
데이비드 핀처 - 소셜 네트워크 (2010)로 수상

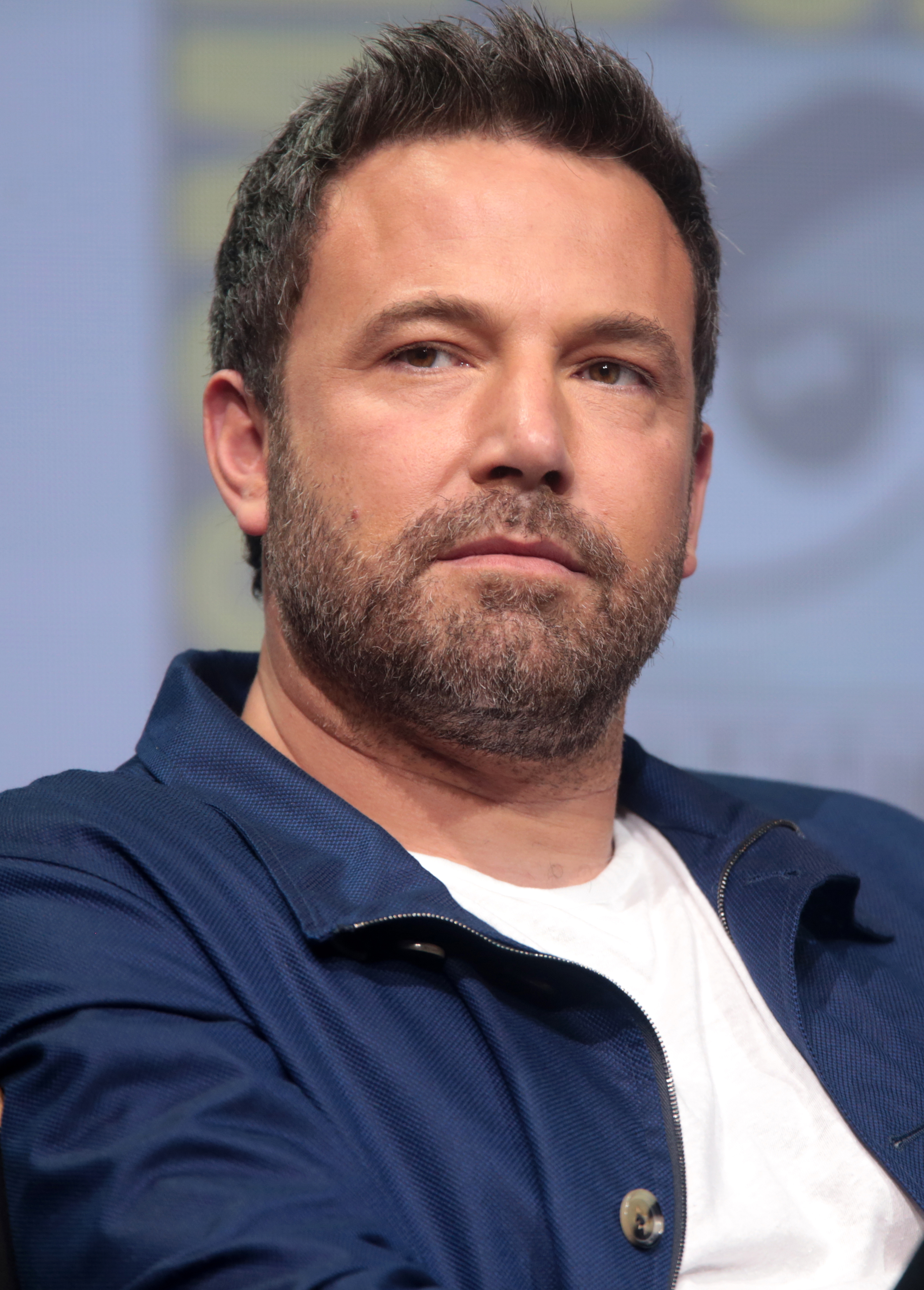
벤 애플렉 - 아르고 (2012)로 수상

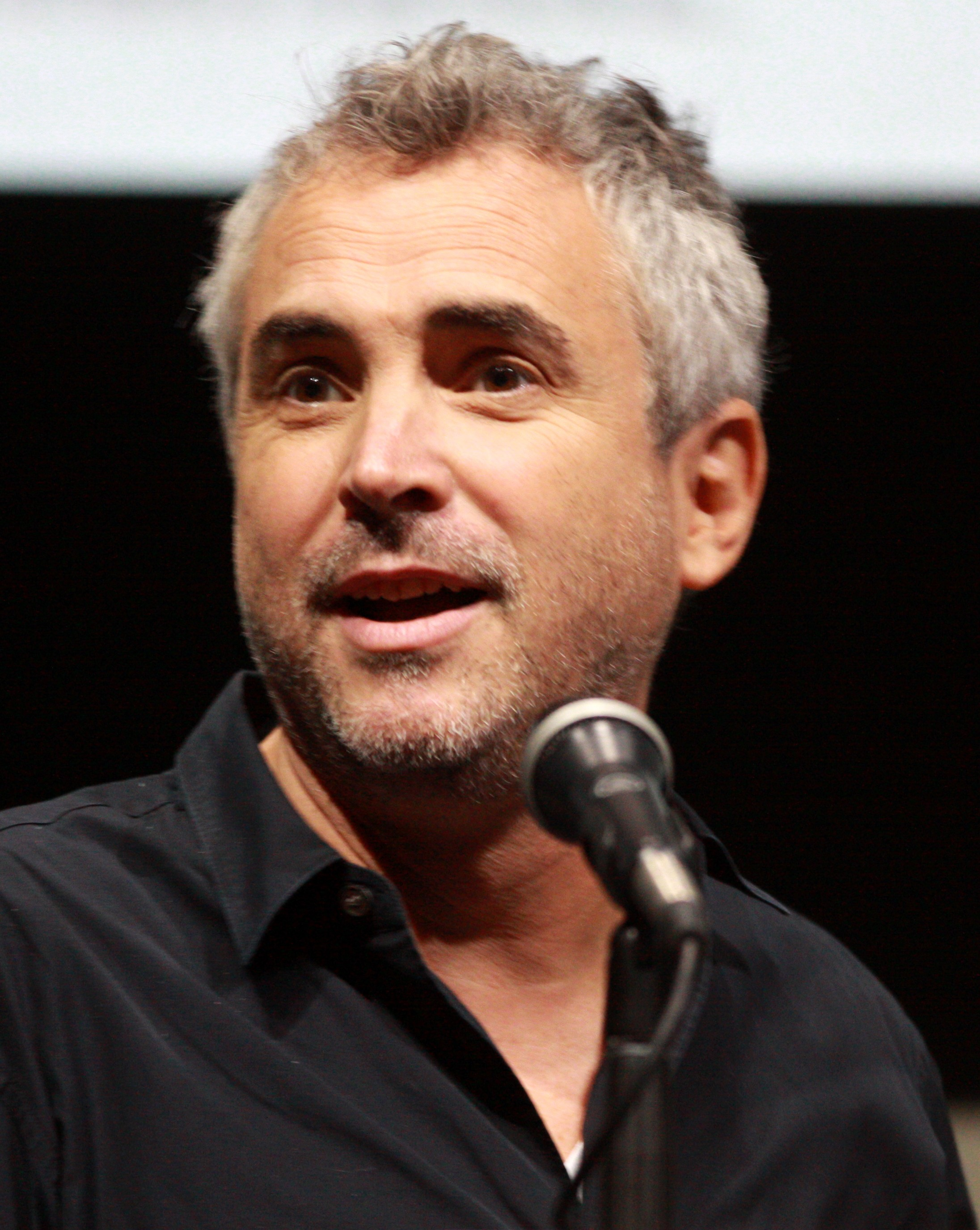
알폰소 쿠아론 - 그래비티 (2013)와 로마 (2018)로 두 번 수상

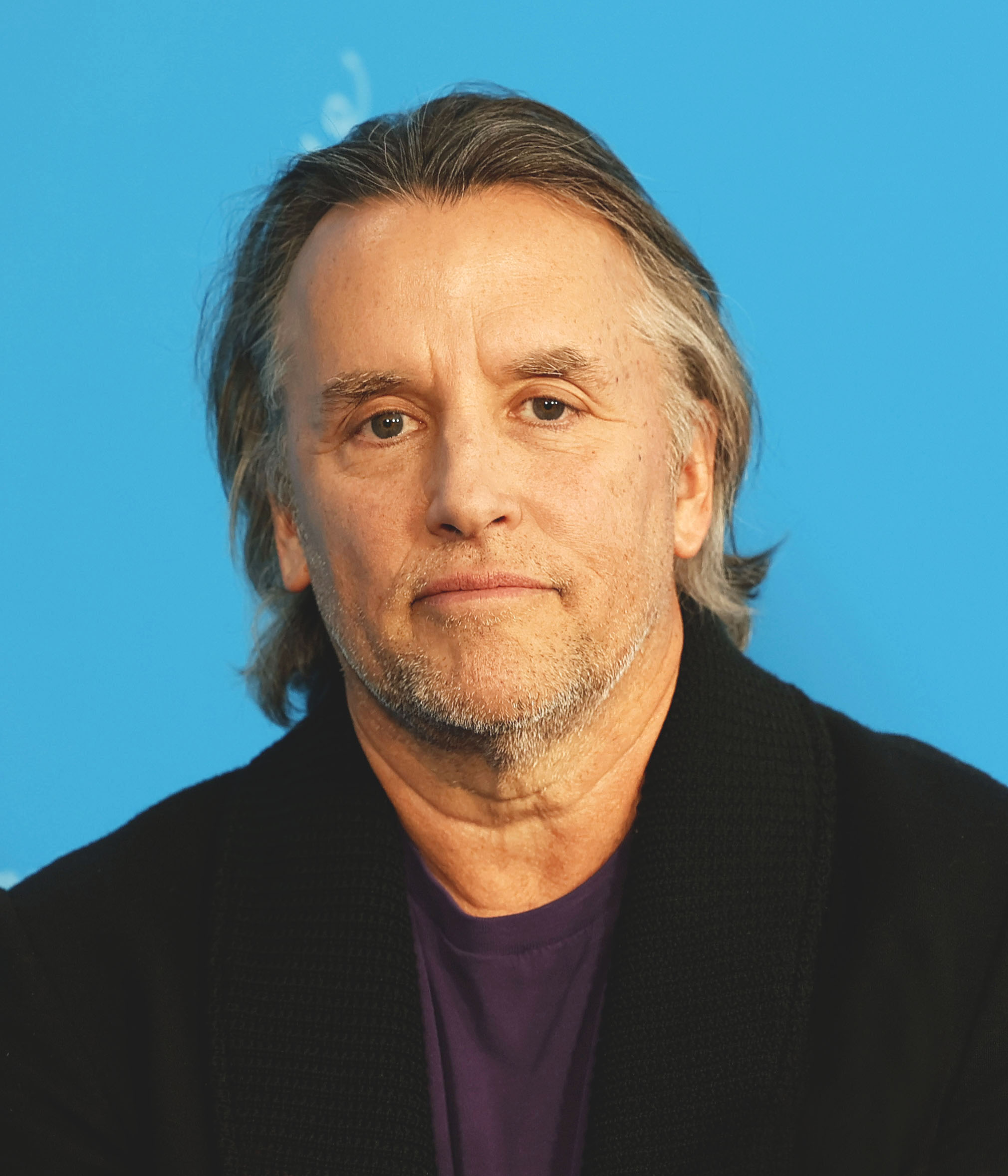
리처드 링클레이터 - 보이후드 (2014)로 수상

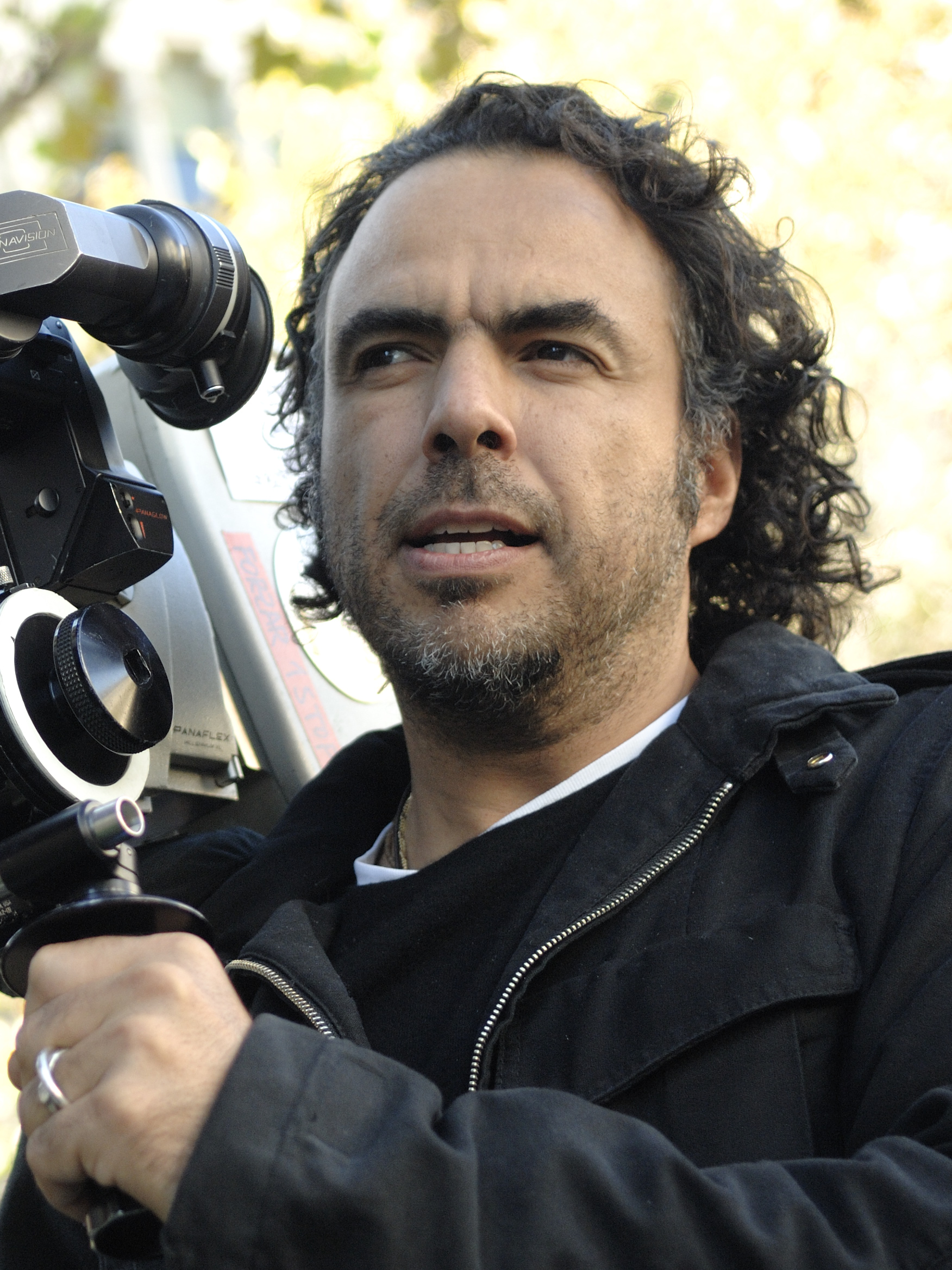
알레한드로 곤살레스 이냐리투 - 레버넌트: 죽음에서 돌아온 자 (2015)로 수상

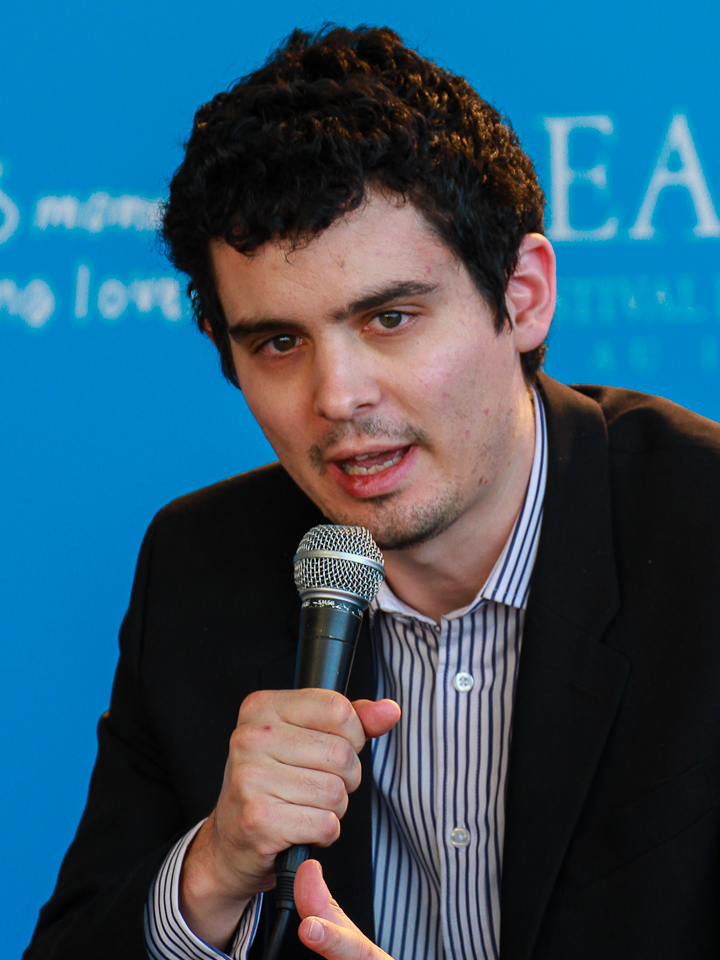
데이미언 셔젤 - 라라랜드 (2016)로 수상

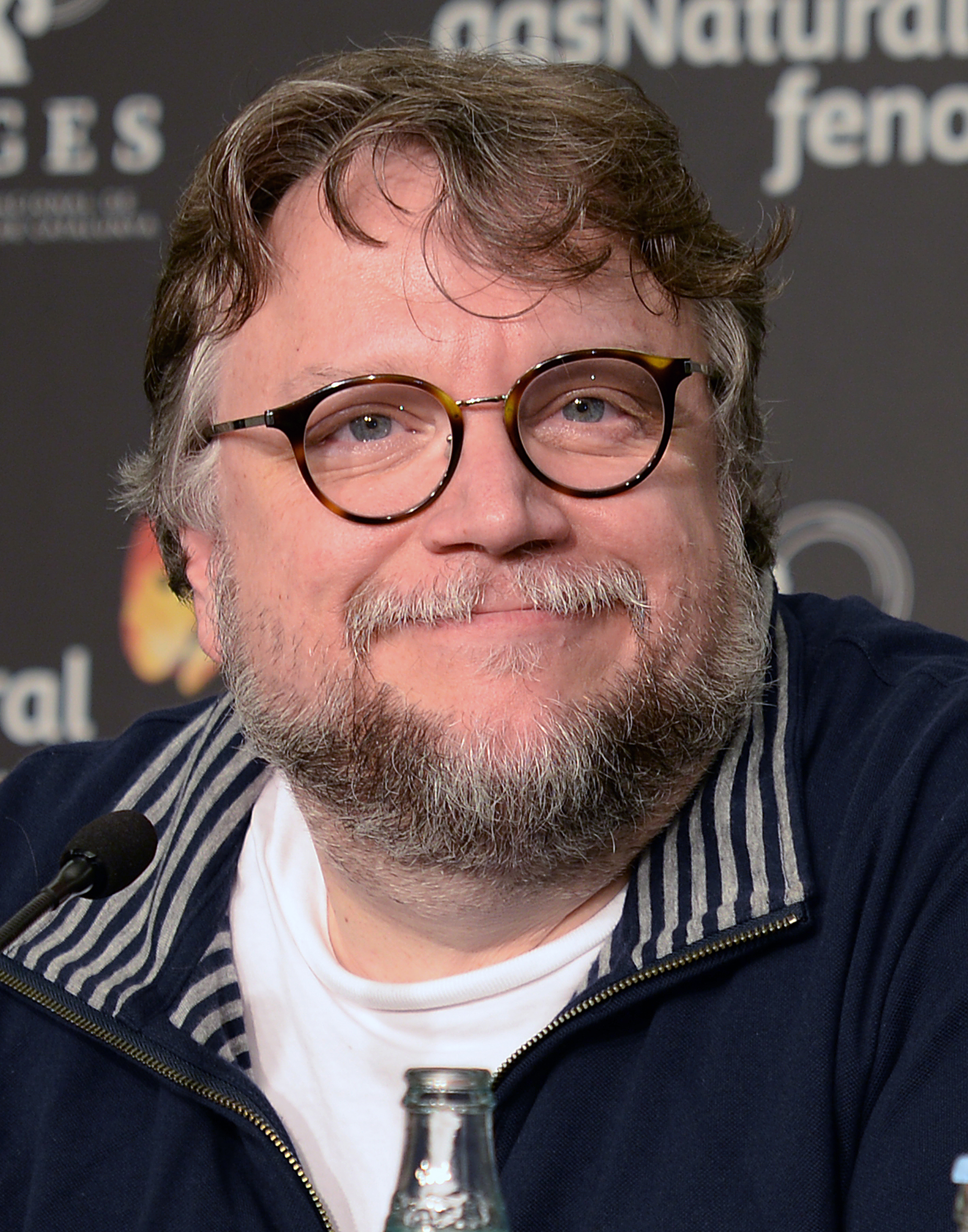
기예르모 델 토로 - 셰이프 오브 워터: 사랑의 모양 (2017)으로 수상

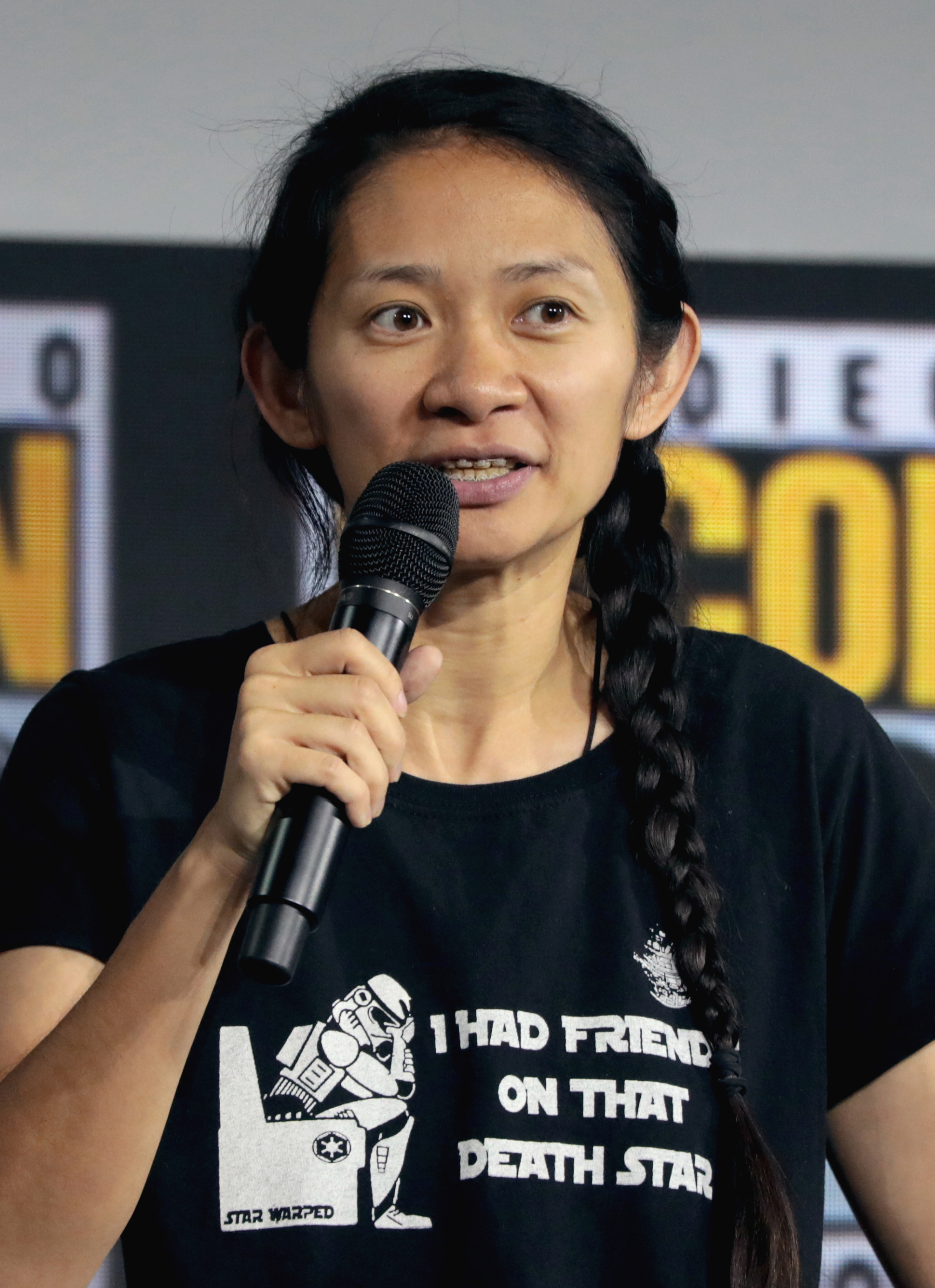
클로이 자오 - 노매드랜드 (2020)로 수상

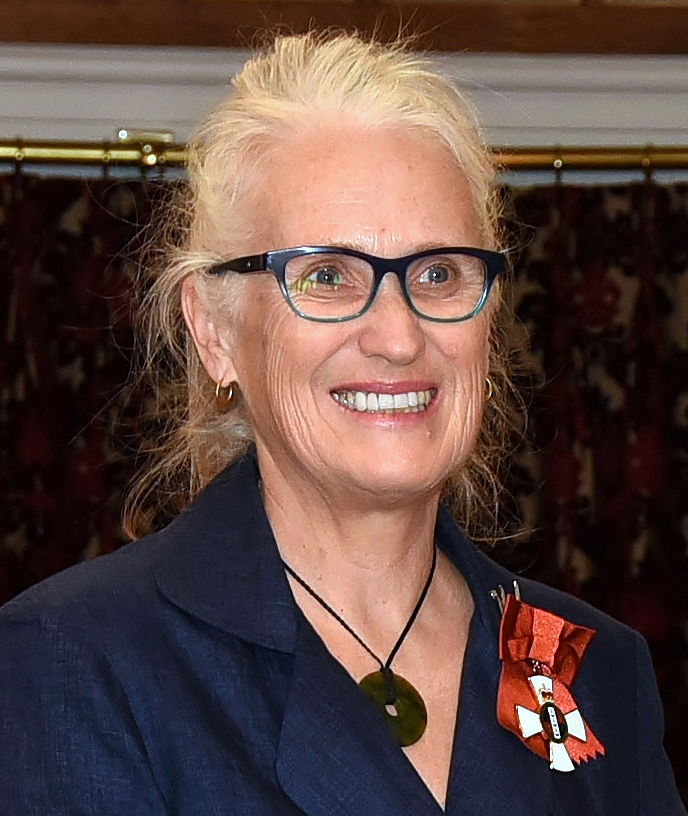
제인 캠피언 - 파워 오브 도그 (2021)로 수상

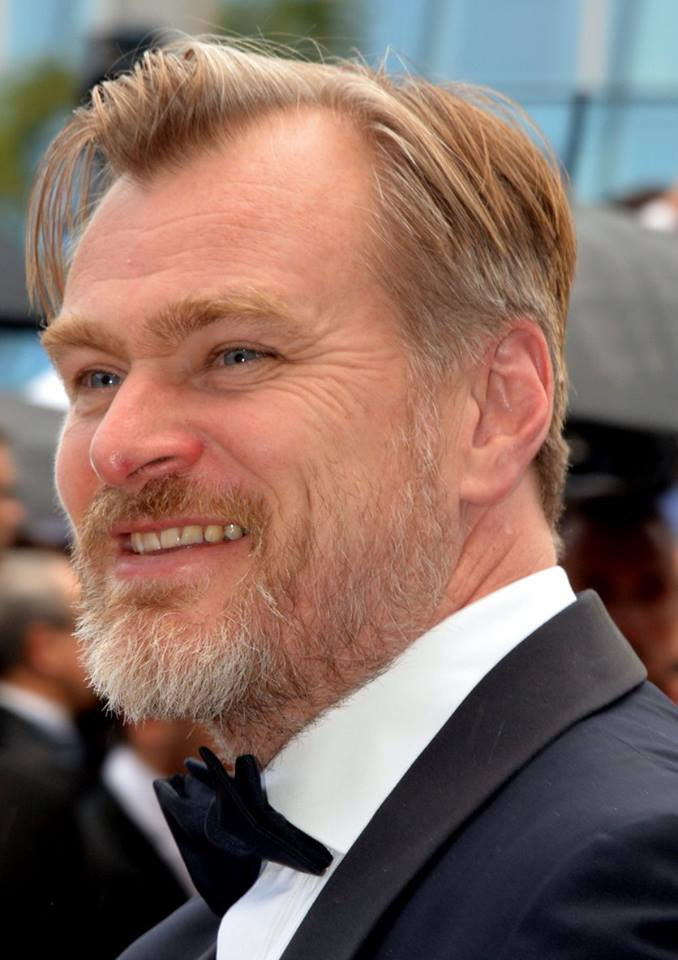
크리스토퍼 놀란 - 오펜하이머 (2023)로 수상

### 1940년대
| 연도 | 이름          | 영화                 | Ref.  |
| ---- | ------------- | -------------------- | ----- |
| 1943 | 헨리 킹       | 베르나데트의 노래    | [ 3 ] |
| 1944 | 리오 매케리   | 나의 길을 가련다     | [ 4 ] |
| 1945 | 빌리 와일더   | 잃어버린 주말        | [ 5 ] |
| 1946 | 프랭크 캐프라 | 멋진 인생            | [ 6 ] |
| 1947 | 엘리아 카잔   | 신사협정             | [ 7 ] |
| 1948 | 존 휴스턴     | 시에라 마드레의 황금 | [ 8 ] |
| 1949 | 로버트 로센   | 모두가 왕의 부하들   |       |

### 1950년대
| 연도 | 이름               | 영화                         | Ref.   |
| ---- | ------------------ | ---------------------------- | ------ |
| 1950 | 빌리 와일더        | 선셋 대로                    |        |
| 1950 | 조지프 L. 맹키위츠 | 이브의 모든 것               |        |
| 1950 | 존 휴스턴          | 아스팔트 정글                |        |
| 1950 | 조지 큐커          | 귀여운 빌리                  |        |
| 1951 | 베네데크 라슬로    | 세일즈맨의 죽음              |        |
| 1951 | 빈센트 미넬리      | 파리의 미국인                |        |
| 1951 | 조지 스티븐스      | 젊은이의 양지                |        |
| 1952 | 세실 B. 드밀       | 지상 최대의 쇼               |        |
| 1952 | 리처드 플라이셔    | 해피 타임                    |        |
| 1952 | 존 포드            | 말 없는 사나이               |        |
| 1953 | 프레드 진네만      | 지상에서 영원으로            | [ 9 ]  |
| 1954 | 엘리아 카잔        | 워터프론트                   | [ 10 ] |
| 1955 | 조슈아 로건        | 피크닉                       | [ 11 ] |
| 1956 | 엘리아 카잔        | 아기 인형                    |        |
| 1956 | 마이클 앤더슨      | 80일간의 세계 일주           |        |
| 1956 | 조지 스티븐스      | 자이언트                     |        |
| 1956 | 빈센트 미넬리      | 열정의 랩소디                |        |
| 1956 | 킹 비도어          | 전쟁과 평화                  |        |
| 1957 | 데이비드 린        | 콰이강의 다리                |        |
| 1957 | 시드니 루멧        | 12인의 성난 사람들           |        |
| 1957 | 프레드 진네만      | 빗물 가득                    |        |
| 1957 | 조슈아 로건        | 사요나라                     |        |
| 1957 | 빌리 와일더        | 검찰 측 증인                 |        |
| 1958 | 빈센트 미넬리      | 지지                         |        |
| 1958 | 리처드 브룩스      | 뜨거운 양철 지붕 위의 고양이 |        |
| 1958 | 스탠리 크레이머    | 흑과 백                      |        |
| 1958 | 로버트 와이즈      | 나는 살고 싶다               |        |
| 1958 | 델버트 맨          | 애수의 여로                  |        |
| 1959 | 윌리엄 와일러      | 벤허                         |        |
| 1959 | 오토 프레민저      | 살인의 해부                  |        |
| 1959 | 조지 스티븐스      | 안네의 일기                  |        |
| 1959 | 프레드 진네만      | 파계                         |        |
| 1959 | 스탠리 크레이머    | 그날이 오면                  |        |

### 1960년대
| 연도 | 이름                        | 영화                                      | Ref. |
| ---- | --------------------------- | ----------------------------------------- | ---- |
| 1960 | 잭 카디프                   | 아들과 연인                               |      |
| 1960 | 빌리 와일더                 | 아파트 열쇠를 빌려드립니다                |      |
| 1960 | 리처드 브룩스               | 엘머 갠트리                               |      |
| 1960 | 스탠리 큐브릭               | 스파르타쿠스                              |      |
| 1960 | 프레드 진네만               | 선다우너스                                |      |
| 1961 | 스탠리 크레이머             | 뉘른베르크 재판                           |      |
| 1961 | 윌리엄 와일러               | 아이들의 시간                             |      |
| 1961 | 앤서니 맨                   | 엘 시드                                   |      |
| 1961 | J. 리 톰슨                  | 나바론의 요새                             |      |
| 1961 | 제롬 로빈스와 로버트 와이즈 | 웨스트 사이드 스토리                      |      |
| 1962 | 데이비드 린                 | 아라비아의 로렌스                         |      |
| 1962 | 조지 큐커                   | 채프먼 보고서                             |      |
| 1962 | 블레이크 에드워즈           | 술과 장미의 나날                          |      |
| 1962 | 존 휴스턴                   | 프로이트                                  |      |
| 1962 | 머빈 르로이                 | 집시 (영화)                               |      |
| 1962 | 마틴 리트                   | 젊은이의 헤밍웨이                         |      |
| 1962 | 스탠리 큐브릭               | 롤리타                                    |      |
| 1962 | 존 프랭컨하이머             | 맨츄리안 켄디데이트                       |      |
| 1962 | 모턴 다코스타               | 뮤직 맨                                   |      |
| 1962 | 이스마엘 로드리게스         | 내 아들, 영웅 (로스 헤르마노스 델 이예로) |      |
| 1962 | 로버트 멀리건               | 알라바마 이야기                           |      |
| 1963 | 엘리아 카잔                 | 아메리카 아메리카                         |      |
| 1963 | 오토 프레민저               | 더 카디널                                 |      |
| 1963 | 홀 바틀렛                   | 수호자들                                  |      |
| 1963 | 조지프 L. 맹키위츠          | 클레오파트라                              |      |
| 1963 | 로버트 와이즈               | 더 헌팅                                   |      |
| 1963 | 마틴 리트                   | 허드                                      |      |
| 1963 | 토니 리처드슨               | 톰 존스의 화려한 모험                     |      |
| 1963 | 조지 잉글랜드               | 추악한 미국인                             |      |
| 1964 | 조지 큐커                   | 마이 페어 레이디                          |      |
| 1964 | 피터 글렌빌                 | 베킷                                      |      |
| 1964 | 존 휴스턴                   | 이구아나의 밤                             |      |
| 1964 | 존 프랭컨하이머             | 세븐 데이스 인 메이                       |      |
| 1964 | 미할리스 카코야니스         | 그리스인 조르바                           |      |
| 1965 | 데이비드 린                 | 닥터 지바고                               |      |
| 1965 | 윌리엄 와일러               | 수집가                                    |      |
| 1965 | 존 슐레진저                 | 달링                                      |      |
| 1965 | 가이 그린                   | 푸른 하늘 아래서                          |      |
| 1965 | 로버트 와이즈               | 사운드 오브 뮤직                          |      |
| 1966 | 프레드 진네만               | 사계절의 사나이                           |      |
| 1966 | 루이스 길버트               | 알피                                      |      |
| 1966 | 클로드 를루슈               | 남과 여                                   |      |
| 1966 | 로버트 와이즈               | 산 파블로                                 |      |
| 1966 | 마이크 니컬스               | 누가 버지니아 울프를 두려워하랴           |      |
| 1967 | 마이크 니컬스               | 졸업                                      |      |
| 1967 | 아서 펜                     | 우리에게 내일은 없다                      |      |
| 1967 | 마크 라이델                 | 더 폭스                                   |      |
| 1967 | 스탠리 크레이머             | 초대받지 않은 손님                        |      |
| 1967 | 노먼 주이슨                 | 밤의 열기 속으로                          |      |
| 1968 | 폴 뉴먼                     | 레이첼 레이첼                             |      |
| 1968 | 윌리엄 와일러               | 화니 걸                                   |      |
| 1968 | 앤서니 하비                 | 겨울의 라이온                             |      |
| 1968 | 캐럴 리드                   | 올리버!                                   |      |
| 1968 | 프란코 체피렐리             | 로미오와 줄리엣                           |      |
| 1969 | 찰스 재롯                   | 천일의 앤                                 |      |
| 1969 | 진 켈리                     | 헬로 돌리                                 |      |
| 1969 | 존 슐레진저                 | 미드나잇 카우보이                         |      |
| 1969 | 스탠리 크레이머             | 산타 비토리아의 비밀                      |      |
| 1969 | 시드니 폴락                 | 그들은 말을 쏘았다                        |      |

### 1970년대
| 연도 | 이름                  | 영화                       | Ref. |
| ---- | --------------------- | -------------------------- | ---- |
| 1970 | 아서 힐러             | 러브스토리                 |      |
| 1970 | 밥 래플슨             | 잃어버린 전주곡            |      |
| 1970 | 로버트 올트먼         | 매시                       |      |
| 1970 | 프랭클린 J. 섀프너    | 패튼 대전차 군단           |      |
| 1970 | 켄 러셀               | 사랑하는 여인들            |      |
| 1971 | 윌리엄 프리드킨       | 프렌치 커넥션              |      |
| 1971 | 스탠리 큐브릭         | 시계태엽 오렌지            |      |
| 1971 | 노먼 주이슨           | 지붕 위의 바이올린         |      |
| 1971 | 피터 보그다노비치     | 마지막 영화관              |      |
| 1971 | 로버트 멀리건         | 42년의 여름                |      |
| 1972 | 프랜시스 포드 코폴라  | 대부                       |      |
| 1972 | 빌리 와일더           | 아반티!                    |      |
| 1972 | 밥 포시               | 카바레                     |      |
| 1972 | 존 부어먼             | 서바이벌 게임              |      |
| 1972 | 앨프리드 히치콕       | 프렌지                     |      |
| 1973 | 윌리엄 프리드킨       | 엑소시스트                 |      |
| 1973 | 조지 루카스           | 청춘 낙서                  |      |
| 1973 | 프레드 진네만         | 자칼의 날                  |      |
| 1973 | 베르나르도 베르톨루치 | 파리에서의 마지막 탱고     |      |
| 1973 | 피터 보그다노비치     | 페이퍼 문                  |      |
| 1974 | 로만 폴란스키         | 차이나타운                 |      |
| 1974 | 프랜시스 포드 코폴라  | 컨버세이션                 |      |
| 1974 | 프랜시스 포드 코폴라  | 대부 2                     |      |
| 1974 | 밥 포시               | 레니                       |      |
| 1974 | 존 카사베티스         | 영향 아래 있는 여자        |      |
| 1975 | 밀로스 포만           | 뻐꾸기 둥지 위로 날아간 새 |      |
| 1975 | 스탠리 큐브릭         | 배리 린든                  |      |
| 1975 | 시드니 루멧           | 뜨거운 오후                |      |
| 1975 | 스티븐 스필버그       | 죠스                       |      |
| 1975 | 로버트 올트먼         | 내쉬빌                     |      |
| 1976 | 시드니 루멧           | 네트워크                   |      |
| 1976 | 앨런 J. 퍼쿨러        | 모두가 대통령의 사람들     |      |
| 1976 | 할 애슈비             | 영광의 뒤안길              |      |
| 1976 | 존 슐레진저           | 마라톤 맨                  |      |
| 1976 | 존 G. 아빌드센        | 록키                       |      |
| 1977 | 허버트 로스           | 터닝 포인트                |      |
| 1977 | 우디 앨런             | 애니 홀                    |      |
| 1977 | 스티븐 스필버그       | 미지와의 조우              |      |
| 1977 | 프레드 진네만         | 줄리아 (영화)              |      |
| 1977 | 조지 루카스           | 스타워즈                   |      |
| 1978 | 마이클 치미노         | 디어 헌터                  |      |
| 1978 | 할 애슈비             | 귀향                       |      |
| 1978 | 테런스 맬릭           | 천국의 나날들              |      |
| 1978 | 우디 앨런             | 인테리어                   |      |
| 1978 | 앨런 파커             | 미드나잇 익스프레스        |      |
| 1978 | 폴 머저스키           | 독신녀 에리카              |      |
| 1979 | 프랜시스 포드 코폴라  | 지옥의 묵시록              |      |
| 1979 | 할 애슈비             | 찬스                       |      |
| 1979 | 피터 예이츠           | 브레이킹 어웨이            |      |
| 1979 | 제임스 브리지스       | 차이나 신드롬              |      |
| 1979 | 로버트 벤턴           | 크레이머 대 크레이머       |      |

### 1980년대
| 연도 | 이름                         | 영화                          | Ref. |
| ---- | ---------------------------- | ----------------------------- | ---- |
| 1980 | 로버트 레드퍼드              | 보통 사람들                   |      |
| 1980 | 데이비드 린치                | 엘리펀트 맨                   |      |
| 1980 | 마틴 스코세이지              | 성난 황소                     |      |
| 1980 | 리처드 러쉬                  | 스턴트맨                      |      |
| 1980 | 로만 폴란스키                | 테스 (영화)                   |      |
| 1981 | 워런 비티                    | 레즈                          |      |
| 1981 | 루이 말                      | 아틀란틱 시티                 |      |
| 1981 | 마크 라이델                  | 황금 연못                     |      |
| 1981 | 시드니 루멧                  | 도시의 제왕                   |      |
| 1981 | 밀로스 포만                  | 래그타임                      |      |
| 1981 | 스티븐 스필버그              | 레이더스                      |      |
| 1982 | 리처드 애튼버러              | 간디                          |      |
| 1982 | 스티븐 스필버그              | E.T.                          |      |
| 1982 | 콘스탄티노스 코스타 가브라스 | 의문의 실종                   |      |
| 1982 | 시드니 폴락                  | 투씨                          |      |
| 1982 | 시드니 루멧                  | 심판                          |      |
| 1983 | 바브라 스트라이샌드          | 엔틀                          |      |
| 1983 | 피터 예이츠                  | 멋진 드레서                   |      |
| 1983 | 잉마르 베리만                | 화니와 알렉산더               |      |
| 1983 | 마이크 니컬스                | 실크우드                      |      |
| 1983 | 브루스 베리스퍼드            | 텐더 머시스                   |      |
| 1983 | 제임스 L. 브룩스             | 애정의 조건                   |      |
| 1984 | 밀로스 포만                  | 아마데우스                    |      |
| 1984 | 프랜시스 포드 코폴라         | 커튼 클럽                     |      |
| 1984 | 롤랑 조페                    | 킬링필드                      |      |
| 1984 | 세르조 레오네                | 원스 어폰 어 타임 인 아메리카 |      |
| 1984 | 데이비드 린                  | 인도로 가는 길                |      |
| 1985 | 존 휴스턴                    | 프리찌스 오너                 |      |
| 1985 | 리처드 애튼버러              | 코러스 라인                   |      |
| 1985 | 스티븐 스필버그              | 컬러 퍼플                     |      |
| 1985 | 시드니 폴락                  | 아웃 오브 아프리카            |      |
| 1985 | 피터 위어                    | 위트니스                      |      |
| 1986 | 올리버 스톤                  | 플래툰                        |      |
| 1986 | 우디 앨런                    | 한나와 그 자매들              |      |
| 1986 | 롤랑 조페                    | 미션                          |      |
| 1986 | 제임스 아이보리              | 전망 좋은 방                  |      |
| 1986 | 롭 라이너                    | 스탠 바이 미                  |      |
| 1987 | 베르나르도 베르톨루치        | 마지막 황제                   |      |
| 1987 | 제임스 L. 브룩스             | 브로드캐스트 뉴스             |      |
| 1987 | 리처드 애튼버러              | 자유의 절규                   |      |
| 1987 | 에이드리언 라인              | 위험한 정사                   |      |
| 1987 | 존 부어먼                    | 희망과 영광                   |      |
| 1988 | 클린트 이스트우드            | 버드                          |      |
| 1988 | 프레드 셰피시                | 어둠 속의 외침                |      |
| 1988 | 앨런 파커                    | 미시시피 버닝                 |      |
| 1988 | 배리 레빈슨                  | 레인 맨                       |      |
| 1988 | 시드니 루멧                  | 허공에의 질주                 |      |
| 1988 | 마이크 니컬스                | 워킹 걸                       |      |
| 1989 | 올리버 스톤                  | 7월 4일생                     |      |
| 1989 | 피터 위어                    | 죽은 시인의 사회              |      |
| 1989 | 스파이크 리                  | 똑바로 살아라                 |      |
| 1989 | 에드워드 즈윅                | 영광의 깃발                   |      |
| 1989 | 롭 라이너                    | 해리가 샐리를 만났을 때       |      |

### 1990년대
| 연도 | 이름                  | 영화                   | Ref. |
| ---- | --------------------- | ---------------------- | ---- |
| 1990 | 케빈 코스트너         | 늑대와 춤을            |      |
| 1990 | 프랜시스 포드 코폴라  | 대부 3                 |      |
| 1990 | 마틴 스코세이지       | 좋은 친구들            |      |
| 1990 | 바르베 슈뢰더         | 행운의 반전            |      |
| 1990 | 베르나르도 베르톨루치 | 마지막 사랑            |      |
| 1991 | 올리버 스톤           | JFK                    |      |
| 1991 | 배리 레빈슨           | 벅시                   |      |
| 1991 | 테리 길리엄           | 피셔 킹                |      |
| 1991 | 바브라 스트라이샌드   | 사랑과 추억            |      |
| 1991 | 조너선 데미           | 양들의 침묵            |      |
| 1992 | 클린트 이스트우드     | 용서받지 못한 자       |      |
| 1992 | 롭 라이너             | 어 퓨 굿 맨            |      |
| 1992 | 제임스 아이보리       | 하워즈 엔드            |      |
| 1992 | 로버트 올트먼         | 플레이어               |      |
| 1992 | 로버트 레드퍼드       | 흐르는 강물처럼        |      |
| 1993 | 스티븐 스필버그       | 쉰들러 리스트          |      |
| 1993 | 마틴 스코세이지       | 순수의 시대            |      |
| 1993 | 앤드루 데이비스       | 도망자                 |      |
| 1993 | 제인 캠피언           | 피아노                 |      |
| 1993 | 제임스 아이보리       | 남아있는 나날          |      |
| 1994 | 로버트 저메키스       | 포레스트 검프          |      |
| 1994 | 에드워드 즈윅         | 가을의 전설            |      |
| 1994 | 올리버 스톤           | 올리버 스톤의 킬러     |      |
| 1994 | 쿠엔틴 타란티노       | 펄프 픽션              |      |
| 1994 | 로버트 레드퍼드       | 퀴즈 쇼                |      |
| 1995 | 멜 깁슨               | 브레이브하트           |      |
| 1995 | 롭 라이너             | 대통령의 연인          |      |
| 1995 | 론 하워드             | 아폴로 13              |      |
| 1995 | 마틴 스코세이지       | 카지노                 |      |
| 1995 | 마이크 피기스         | 라스베가스를 떠나며    |      |
| 1995 | 리안                  | 센스 앤 센서빌리티     |      |
| 1996 | 밀로스 포만           | 래리 플린트            |      |
| 1996 | 앤서니 밍겔라         | 잉글리쉬 페이션트      |      |
| 1996 | 앨런 파커             | 에비타                 |      |
| 1996 | 조엘 코언             | 파고                   |      |
| 1996 | 스콧 힉스             | 샤인                   |      |
| 1997 | 제임스 카메론         | 타이타닉               |      |
| 1997 | 스티븐 스필버그       | 아미스타드             |      |
| 1997 | 제임스 L. 브룩스      | 이보다 더 좋을 순 없다 |      |
| 1997 | 짐 셰리던             | 더 복서                |      |
| 1997 | 커티스 핸슨           | LA 컨피덴셜            |      |
| 1998 | 스티븐 스필버그       | 라이언 일병 구하기     |      |
| 1998 | 셰카르 카푸르         | 엘리자베스             |      |
| 1998 | 로버트 레드퍼드       | 호스 위스퍼러          |      |
| 1998 | 존 매든               | 셰익스피어 인 러브     |      |
| 1998 | 피터 위어             | 트루먼 쇼              |      |
| 1999 | 샘 멘데스             | 아메리칸 뷰티          |      |
| 1999 | 닐 조던               | 사랑의 슬픔 애수       |      |
| 1999 | 노먼 주이슨           | 허리케인 카터          |      |
| 1999 | 마이클 만             | 인사이더               |      |
| 1999 | 앤서니 밍겔라         | 리플리                 |      |

### 2000년대
| 연도 | 이름                         | 영화                                   | Ref. |
| ---- | ---------------------------- | -------------------------------------- | ---- |
| 2000 | 리안                         | 와호장룡                               |      |
| 2000 | 스티븐 소더버그              | 에린 브로코비치                        |      |
| 2000 | 리들리 스콧                  | 글래디에이터                           |      |
| 2000 | 서보 이슈트반                | 선샤인                                 |      |
| 2000 | 스티븐 소더버그              | 트래픽                                 |      |
| 2001 | 로버트 올트먼                | 고스포드 파크                          |      |
| 2001 | 스티븐 스필버그              | A.I.                                   |      |
| 2001 | 론 하워드                    | 뷰티풀 마인드                          |      |
| 2001 | 피터 잭슨                    | 반지의 제왕: 반지 원정대               |      |
| 2001 | 배즈 루어먼                  | 물랑 루즈                              |      |
| 2001 | 데이비드 린치                | 멀홀랜드 드라이브                      |      |
| 2002 | 마틴 스코세이지              | 갱스 오브 뉴욕                         |      |
| 2002 | 알렉산더 페인                | 어바웃 슈미트                          |      |
| 2002 | 스파이크 존즈                | 어댑테이션.                            |      |
| 2002 | 롭 마셜                      | 시카고                                 |      |
| 2002 | 스티븐 돌드리                | 디 아워스                              |      |
| 2002 | 피터 잭슨                    | 반지의 제왕: 두 개의 탑                |      |
| 2003 | 피터 잭슨                    | 반지의 제왕: 왕의 귀환                 |      |
| 2003 | 앤서니 밍겔라                | 콜드 마운틴                            |      |
| 2003 | 소피아 코폴라                | 사랑도 통역이 되나요?                  |      |
| 2003 | 피터 위어                    | 마스터 앤드 커맨더: 위대한 정복자      |      |
| 2003 | 클린트 이스트우드            | 미스틱 리버                            |      |
| 2004 | 클린트 이스트우드            | 밀리언 달러 베이비                     |      |
| 2004 | 마틴 스코세이지              | 에비에이터                             |      |
| 2004 | 마이크 니컬스                | 클로저                                 |      |
| 2004 | 마르크 포르스터              | 네버랜드를 찾아서                      |      |
| 2004 | 알렉산더 페인                | 사이드웨이                             |      |
| 2005 | 리안                         | 브로크백 마운틴                        |      |
| 2005 | 페르난두 메이렐리스          | 콘스탄트 가드너                        |      |
| 2005 | 조지 클루니                  | 굿 나잇 앤 굿 럭.                      |      |
| 2005 | 피터 잭슨                    | 킹콩                                   |      |
| 2005 | 우디 앨런                    | 매치 포인트                            |      |
| 2005 | 스티븐 스필버그              | 뮌헨                                   |      |
| 2006 | 마틴 스코세이지              | 디파티드                               |      |
| 2006 | 알레한드로 곤살레스 이냐리투 | 바벨                                   |      |
| 2006 | 클린트 이스트우드            | 아버지의 깃발                          |      |
| 2006 | 클린트 이스트우드            | 이오지마에서 온 편지                   |      |
| 2006 | 스티븐 프리어스              | 더 퀸                                  |      |
| 2007 | 줄리언 슈나벨                | 잠수종과 나비                          |      |
| 2007 | 리들리 스콧                  | 아메리칸 갱스터                        |      |
| 2007 | 조 라이트                    | 어톤먼트                               |      |
| 2007 | 조엘 코언과 에단 코언        | 노인을 위한 나라는 없다                |      |
| 2007 | 팀 버튼                      | 스위니 토드: 어느 잔혹한 이발사 이야기 |      |
| 2008 | 대니 보일                    | 슬럼독 밀리어네어                      |      |
| 2008 | 데이비드 핀처                | 벤자민 버튼의 시간은 거꾸로 간다       |      |
| 2008 | 론 하워드                    | 프로스트 VS 닉슨                       |      |
| 2008 | 스티븐 돌드리                | 더 리더: 책 읽어주는 남자              |      |
| 2008 | 샘 멘데스                    | 레볼루셔너리 로드                      |      |
| 2009 | 제임스 카메론                | 아바타                                 |      |
| 2009 | 캐서린 비글로우              | 허트 로커                              |      |
| 2009 | 쿠엔틴 타란티노              | 바스터즈: 거친 녀석들                  |      |
| 2009 | 클린트 이스트우드            | 우리가 꿈꾸는 기적: 인빅터스           |      |
| 2009 | 제이슨 라이트먼              | 인 디 에어                             |      |

### 2010년대
| 연도 | 이름                         | 영화                             | Ref. |
| ---- | ---------------------------- | -------------------------------- | ---- |
| 2010 | 데이비드 핀처                | 소셜 네트워크                    |      |
| 2010 | 대런 애러노프스키            | 블랙 스완                        |      |
| 2010 | 데이비드 O. 러셀             | 파이터                           |      |
| 2010 | 크리스토퍼 놀란              | 인셉션                           |      |
| 2010 | 톰 후퍼                      | 킹스 스피치                      |      |
| 2011 | 마틴 스코세이지              | 휴고                             |      |
| 2011 | 미셸 하자나비시우스          | 아티스트                         |      |
| 2011 | 알렉산더 페인                | 디센던트                         |      |
| 2011 | 조지 클루니                  | 킹메이커                         |      |
| 2011 | 우디 앨런                    | 미드나잇 인 파리                 |      |
| 2012 | 벤 애플렉                    | 아르고                           |      |
| 2012 | 쿠엔틴 타란티노              | 장고: 분노의 추적자              |      |
| 2012 | 리안                         | 라이프 오브 파이                 |      |
| 2012 | 스티븐 스필버그              | 링컨                             |      |
| 2012 | 캐서린 비글로우              | 제로 다크 서티                   |      |
| 2013 | 알폰소 쿠아론                | 그래비티                         |      |
| 2013 | 스티브 매퀸                  | 노예 12년                        |      |
| 2013 | 데이비드 O. 러셀             | 아메리칸 허슬                    |      |
| 2013 | 폴 그린그래스                | 캡틴 필립스                      |      |
| 2013 | 알렉산더 페인                | 네브래스카                       |      |
| 2014 | 리처드 링클레이터            | 보이후드                         |      |
| 2014 | 알레한드로 곤살레스 이냐리투 | 버드맨                           |      |
| 2014 | 데이비드 핀처                | 나를 찾아줘                      |      |
| 2014 | 웨스 앤더슨                  | 그랜드 부다페스트 호텔           |      |
| 2014 | 에이바 듀버네이              | 셀마                             |      |
| 2015 | 알레한드로 곤살레스 이냐리투 | 레버넌트: 죽음에서 돌아온 자     |      |
| 2015 | 토드 헤인스                  | 캐롤                             |      |
| 2015 | 조지 밀러                    | 매드 맥스: 분노의 도로           |      |
| 2015 | 리들리 스콧                  | 마션                             |      |
| 2015 | 톰 매카시                    | 스포트라이트                     |      |
| 2016 | 데이미언 셔젤                | 라라랜드                         |      |
| 2016 | 멜 깁슨                      | 핵소 고지                        |      |
| 2016 | 배리 젱킨스                  | 문라이트                         |      |
| 2016 | 케네스 로너건                | 맨체스터 바이 더 씨              |      |
| 2016 | 톰 포드                      | 녹터널 애니멀스                  |      |
| 2017 | 기예르모 델 토로             | 셰이프 오브 워터: 사랑의 모양    |      |
| 2017 | 리들리 스콧                  | 올 더 머니                       |      |
| 2017 | 크리스토퍼 놀란              | 덩케르크                         |      |
| 2017 | 스티븐 스필버그              | 더 포스트                        |      |
| 2017 | 마틴 맥도나                  | 쓰리 빌보드                      |      |
| 2018 | 알폰소 쿠아론                | 로마                             |      |
| 2018 | 스파이크 리                  | 블랙클랜스맨                     |      |
| 2018 | 피터 패럴리                  | 그린 북                          |      |
| 2018 | 브래들리 쿠퍼                | 스타 이즈 본                     |      |
| 2018 | 애덤 매케이                  | 바이스                           |      |
| 2019 | 샘 멘데스                    | 1917                             |      |
| 2019 | 마틴 스코세이지              | 아이리시맨                       |      |
| 2019 | 토드 필립스                  | 조커                             |      |
| 2019 | 쿠엔틴 타란티노              | 원스 어폰 어 타임... 인 할리우드 |      |
| 2019 | 봉준호                       | 기생충                           |      |

### 2020년대
| 연도 | 이름                        | 영화                           | Ref.          |
| ---- | --------------------------- | ------------------------------ | ------------- |
| 2020 | 클로이 자오                 | 노매드랜드                     |               |
| 2020 | 데이비드 핀처               | 맹크                           |               |
| 2020 | 리자이나 킹                 | 마이애미에서의 하룻밤          |               |
| 2020 | 에메랄드 페넬               | 프라미싱 영 우먼               |               |
| 2020 | 에런 소킨                   | 트라이얼 오브 더 시카고 7      |               |
| 2021 | 제인 캠피언                 | 파워 오브 도그                 |               |
| 2021 | 케네스 브래나               | 벨파스트                       |               |
| 2021 | 드니 빌뇌브                 | 듄                             |               |
| 2021 | 매기 질런홀                 | 로스트 도터                    |               |
| 2021 | 스티븐 스필버그             | 웨스트 사이드 스토리           |               |
| 2022 | 스티븐 스필버그             | 파벨만스                       |               |
| 2022 | 제임스 카메론               | 아바타: 물의 길                |               |
| 2022 | 마틴 맥도나                 | 이니셰린의 밴시                |               |
| 2022 | 배즈 루어먼                 | 엘비스                         |               |
| 2022 | 다니엘 콴과 다니엘 셰이너트 | 에브리씽 에브리웨어 올 앳 원스 |               |
| 2023 | 크리스토퍼 놀란             | 오펜하이머                     |               |
| 2023 | 그레타 거윅                 | 바비                           |               |
| 2023 | 마틴 스코세이지             | 플라워 킬링 문                 |               |
| 2023 | 브래들리 쿠퍼               | 마에스트로 번스타인            |               |
| 2023 | 셀린 송                     | 패스트 라이브즈                |               |
| 2023 | 요르고스 란티모스           | 가여운 것들                    |               |
| 2024 | 브레이디 코베이             | 브루탈리스트                   | [ 12 ] [ 13 ] |
| 2024 | 파얄 카파디아               | 우리가 빛이라 상상하는 모든 것 | [ 12 ] [ 13 ] |
| 2024 | 션 베이커                   | 아노라                         | [ 12 ] [ 13 ] |
| 2024 | 에드바르트 베르거           | 콘클라베                       | [ 12 ] [ 13 ] |
| 2024 | 자크 오디아르               | 에밀리아 페레즈                | [ 12 ] [ 13 ] |
| 2024 | 코랄리 파르자               | 서브스턴스                     | [ 12 ] [ 13 ] |

## 다수 후보 지명

### 5회 이상 후보 지명
- 스티븐 스필버그 (14/3)
- 마틴 스코세이지 (10/3)
- 클린트 이스트우드 (7/3)
- 프레드 진네만 (7/2)
- 프랜시스 포드 코폴라 (6/2)
- 시드니 루멧 (6/1)

### 5회 후보 지명
- 우디 앨런 (5/0)
- 존 휴스턴 (5/2)
- 스탠리 크레이머 (5/1)
- 마이크 니컬스 (5/1)
- 빌리 와일더 (5/2)
- 로버트 와이즈 (5/0)

### 4회 후보 지명
- 로버트 올트먼 (4/1)
- 데이비드 핀처 (4/1)
- 밀로스 포만 (4/3)
- 피터 잭슨 (4/1)
- 엘리아 카잔 (4/4)
- 스탠리 큐브릭 (4/0)
- 데이비드 린 (4/3)
- 리안 (4/2)
- 알렉산더 페인 (4/0)
- 로버트 레드퍼드 (4/1)
- 롭 라이너 (4/0)
- 리들리 스콧 (4/0)
- 올리버 스톤 (4/3)
- 쿠엔틴 타란티노 (4/0)
- 피터 위어 (4/0)
- 윌리엄 와일러 (4/1)

### 3회 후보 지명
- 할 애슈비 (3/0)
- 리처드 애튼버러 (3/1)
- 베르나르도 베르톨루치 (3/1)
- 제임스 L. 브룩스 (3/0)
- 제임스 카메론 (3/2)
- 조지 큐커 (3/1)
- 론 하워드 (3/0)
- 알레한드로 곤살레스 이냐리투 (3/1)
- 제임스 아이보리 (3/0)
- 노먼 주이슨 (3/0)
- 샘 멘데스 (3/2)
- 앤서니 밍겔라 (3/0)
- 빈센트 미넬리 (3/1)
- 크리스토퍼 놀란 (3/1)
- 앨런 파커 (3/0)
- 시드니 폴락 (3/0)
- 존 슐레진저 (3/0)
- 조지 스티븐스 (3/0)

### 2회 후보 지명
- 캐서린 비글로우 (2/0)
- 피터 보그다노비치 (2/0)
- 존 부어먼 (2/0)
- 리처드 브룩스 (2/0)
- 제인 캠피언 (2/1)
- 조지 클루니 (2/0)
- 브래들리 쿠퍼 (2/0)
- 조엘 코언 (2/0)
- 알폰소 쿠아론 (2/2)
- 스티븐 돌드리 (2/0)
- 밥 포시 (2/0)
- 윌리엄 프리드킨 (2/2)
- 존 프랭컨하이머 (2/0)
- 멜 깁슨 (2/1)
- 롤랑 조페 (2/0)
- 스파이크 리 (2/0)
- 배리 레빈슨 (2/0)
- 조슈아 로건 (2/1)
- 조지 루카스 (2/0)
- 배즈 루어먼 (2/0)
- 데이비드 린치 (2/0)
- 조지프 L. 맹키위츠 (2/0)
- 마틴 맥도나 (2/0)
- 로버트 멀리건 (2/0)
- 로만 폴란스키 (2/1)
- 오토 프레민저 (2/0)
- 마틴 리트 (2/0)
- 데이비드 O. 러셀 (2/0)
- 마크 라이델 (2/0)
- 스티븐 소더버그 (2/0)
- 바브라 스트라이샌드 (2/1)
- 피터 예이츠 (2/0)
- 에드워드 즈윅 (2/0)

## 다수 수상자
4회 수상
- 엘리아 카잔

3회 수상
- 클린트 이스트우드
- 밀로스 포만
- 데이비드 린
- 마틴 스코세이지
- 스티븐 스필버그
- 올리버 스톤

2회 수상
- 제임스 카메론
- 프랜시스 포드 코폴라
- 알폰소 쿠아론
- 윌리엄 프리드킨
- 존 휴스턴
- 리안
- 샘 멘데스
- 빌리 와일더
- 프레드 진네만

## 같이 보기
- 영국 아카데미 감독상
- 아카데미 감독상
- 크리틱스 초이스 영화상 감독상
- 미국 감독 조합상 영화 부문 최우수 감독상
- 인디펜던트 스피릿 어워드 감독상

### 일반
- “IMDb Golden Globes Page”. 인터넷 영화 데이터베이스. 2007년 7월 2일에 확인함.
- “HFPS Golden Globes Page”. 할리우드 외신 기자 협회. 2007년 7월 15일에 원본 문서에서 보존된 문서. 2007년 7월 2일에 확인함.